# Gyaru
Gyaru (jap. ギャル Gyaru) – japońska subkultura związana z modą, w szczególności odnosząca się do miejskich dziewcząt i kobiet. Termin gyaru pochodzi od słowa gal i jest japońską transliteracją ze zniekształconego angielskiego słowa girl oznaczającego dziewczynę. Moda gyaru zasadniczo dzieli się na dwie kategorie: Gyaru Shibuya-kei (pochodząca z Shibui) i Gyaru Harajuku-kei (pochodząca z Harajuku). Męskim odpowiednikiem stylu gyaru jest gyaruo.

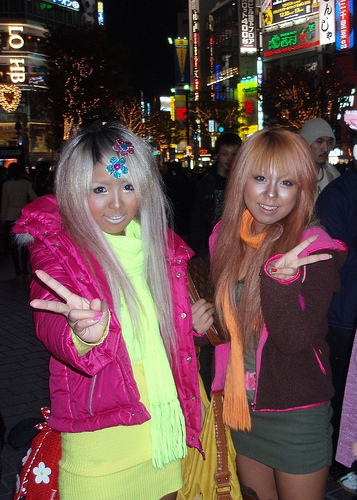
od lewej: Yamamba, Gyaru

Szczyt popularności tej mody przypadł na początek lat 2000, a następnie stopniowo spadał. Spadek ten można przypisać zmianom w branży magazynów, przesadnym stylom i ich rozwojowi, a także zachodnim mediom i polityce rządu. Stopniowo znaczenie terminu gyaru przeniosło się na nieco starsze grupy demograficzne, które były postrzegane jako dziecinne i rozwiązłe, niezainteresowane pracą ani małżeństwem. Ze względu na swoją przeszłość i obecną konotację termin jest używany niemal zamiennie z kogyaru, ponieważ jego historia jest spleciona z subkulturą mody gyaru. Pomimo bycia świadkiem powstania, wpływu i upadku subkultury gyaru, Japończycy nigdy nie zamierzali naśladować amerykańskiego ubioru, ani się do niego upodabniać. Można to jednak argumentować, że inni obywatele Japonii nie zgadzają się z tym poglądem. Od 2022 roku można zaobserwować ponowne zainteresowanie tą subkulturą.

## Historia

### Początki
Zwrot gyaru został przedstawiony w Japonii w latach 70. przez amerykańską firmę Lee, która wprowadziła nową linię dżinsów do swojej marki Wrangler. Kiedy to 1972 roku wypuszczono damską linię dżinsów „GALS”; termin ten szybko stał się używany poza swoim pierwotnym brandingiem i został przyjęty do opisu mody gyaru. Wzrost popularności stylu w latach 70. związany był z pojawieniem się pierwszego magazynu o tej subkulturze, Popteen, który stał się kultowy wśród ówczesnych japońskich kobiet, ucząc je, jak stać się atrakcyjnymi.
W latach 80. gyaru zaczynają odwiedzać dzielnicę Shibuya, gdzie z łatwością mogą pokazać się przed obiektywem fotografów magazynów mody. W tamtym czasie takie publikacje stawały się coraz bardziej popularne, a ich artykuły coraz bardziej obsceniczne i konsumpcyjne. Niektóre czasopisma zawierały nawet w swoich numerach opisy seksu wśród nastolatków. W przeciwieństwie do magazynów konkurencyjnych, które miały znacznie większe budżety i docelowych odbiorców, te magazyny skupiły się na nastolatkach chcących zagłębić się w amerykański i europejski styl życia. Doprowadziło to do tego, że już w 1984 roku termin gyaru był mocno rozumiany jako określenie dla dziewcząt prowadzących rozwiązłe życie seksualne, a co za tym idzie, termin ten miał wówczas silnie negatywne skojarzenia. Z drugiej strony, japońskie magazyny dla mężczyzn przyspieszyły popularyzację gyaru, relacjonując nocne życie Tokio i używając tego słowa do określenia młodych i wyzwolonych gwiazd programów telewizyjnych tamtych czasów.

### Lata 90.
Subkultura gyaru osiągnęła swój szczyt w okresie Heisei i miała duży wpływ na japońską modę i jej gospodarkę została rozpowszechniona w Azji Południowo-Wschodniej i na arenie międzynarodowej poprzez Cool Japan (wyrażenie to odnosi się do aspektów kultury japońskiej, które ludzie spoza Japonii postrzegają jako „fajne”). Na początku lat 90. gdy popularność zdobywała młoda piosenkarka j-popowa Namie Amuro, która zapoczątkowała wiele popularnych elementów przyszłej mody gyaru: na przykład, wiele dziewczyn kopiowało jej styl: opalona skóra, cienkie brwi, długie, proste i ufarbowane na brązowo włosy, mini spódniczki, buty na platformie, tatuaż kodu kreskowego na nadgarstku. Jej fanki, lub po prostu dziewczyny naśladujące jej styl, nosiły przydomek amuraa. To właśnie w tym czasie termin gal zaczął się rozpowszechniać i stał się słowem, odnoszącym się do młodych dziewczyn, które z zabawy, seksu i drogich markowych ubrań uczyniły swoje główne wartości życiowe.

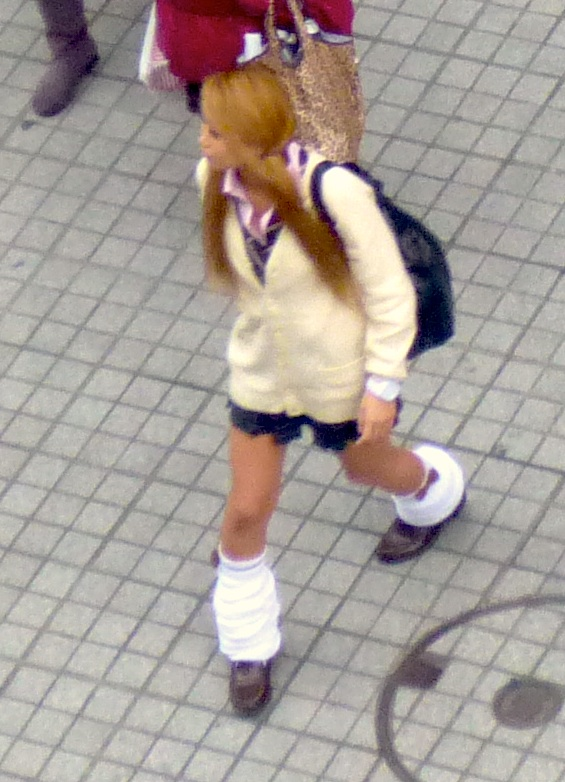
Kogyaru

W tamtym czasie prasa zaczęła zwracać baczną uwagę na utworzoną wówczas nową subkulturę. Początkowo media postrzegały gyaru jako część populacji „młodych dziewczyn pracujących w biurach”, które kochają modne życie, następnie dziewcząt tańczących na dyskotekach w butach na wysokich platformach w obcisłych ubraniach. Wszystko zmieniło się w 1993 roku, kiedy dziennikarz Kazuma Yamane napisał esej zatytułowany „Struktura Gal”, w którym zinterpretował termin jako subkulturę młodych kobiet mających obsesję na punkcie przesadnego materializmu, jak i idealizującego nocnego życia bogaczy. W tamtym czasie zaczęły pojawiać się pierwsze kogyaru znane też jako kogal były one jednym z najbardziej popularnych odmian gyaru. Pomimo pewnego dystansu między kogyaru a pierwszymi gyaru, to właśnie te pierwsze były później w stanie stworzyć główny trzon ruchu. Wtedy to też gyaru zostały po raz pierwszy spopularyzowane przez magazyny dla mężczyzn, które interesując się modą damską, opisywały kogyaru w serii artykułów o życiu nocnym i seksualnym celebrytów. To właśnie w tym środowisku termin kogyaru wszedł do powszechnego użytku. Na przykład w jednym z numerów SPA! z 1993 roku pojawił się artykuł zatytułowany „Pokusa Kogyaru” (jap. コギャルの誘惑 Kogyaru no yūwaku), w którym rozmówca opowiada o swoim seksualnym zainteresowaniu kogyaru, które nazywa „młodszymi siostrami w wieku od 14 do 18 lat”. Podchwycony przez inne publikacje, pod koniec 1993 roku temat ten stał się jednym z głównych w ówczesnych magazynach dla mężczyzn w Japonii. 24 marca 1993 magazyn Takarajima opublikował artykuł o kupowaniu usług seksualnych od uczennic, opisując ogólny upadek moralny wśród japońskiej młodzieży. Właśnie wtedy za oceanem popularyzuje się moda na gyaru, a wygląd kogyaru staje się popularnym fetyszem erotycznym.
W okresie 1994–1995 kogyaru stały się sławne w całej Japonii z powodu nagłośniania przez media praktyk „enjo kōsai” (płatnych randek), co skutecznie pozwoliło dziennikarzom uczynić słowo gyaru synonimem prostytucji. Film Baunsu Ko Gaurusu, zrealizowany w 1997 roku przez Masato Haradę, opisuje kogyaru i gyaru jako młode dziewczyny, które oddają się prostytucji dla modnych ubrań i drogich rzeczy. Nie tylko same kogyaru, ale także wiele japońskich dziewczyn stało się celem podejrzeń i krytyki za „nieodpowiednie zachowanie”. Pojawiły się opinie, że przyczyną tego problemu jest rosnący w Japonii materializm, który prowadzi do niszczenia moralnych i tradycyjnych wartości dziewcząt i czyni z nich złe matki. Mimo niemal całkowitego odrzucenia enjo kōsai przez społeczeństwo japońskie często zdarzały się przypadki ścigania nauczycieli, mnichów, kadry kierowniczej dużych firm, a nawet urzędników za korzystanie z takich usług.
Szum medialny spowodował tylko wzrost liczby takich przypadków; jak na ironię, im więcej dziewczyn dowiadywało się o enjo kōsai, tym więcej uczennic wychodziło na ulice Shibuya z takimi ofertami. Shinji Miyadai szacował, że aż 8% uczennic oferowało płatne usługi seksualne; z drugiej strony, w 1995 r. japońska policja schwytała 5481 niepełnoletnich prostytutek. Chociaż jest to wzrost o 38% względem 1993 roku, to w skali całego państwa była to względnie niewielka ilość takowych przypadków. Według niektórych socjologów, randki za pieniędzy stały się wręcz jednym z czynników definiujących ere Heisei, obok „kakaku-hakai” kryzysu gospodarczego kraju w latach 90. Z jednej strony konserwatyści i moraliści widzieli w enjo kōsai symbol materializmu i upadku moralności japońskiej młodzieży, natomiast liberalne feministki interpretowały tę praktykę jako możliwość kontrolowania przez kobiety swojej pozycji w męskim społeczeństwie. Opinie na temat powodów popularności tego zjawiska są różne – Shinji Miyadai powołuje się na dyskryminację kobiet w kraju i konsumpcyjne podejście do życia, które zachęca je do manipulowania mężczyznami dla pieniędzy, a Ryū Murakami widzi w tym bunt, który powinien symbolizować wezwanie do działania przeciwko takiemu rozkładowi moralności w społeczeństwie. Innym przejawem przemian seksualnych w japońskim społeczeństwie były zmiany przeciętnego wieku inicjacji seksualnej – w 1984 roku 12,2% dziewcząt straciło dziewictwo przed zakończeniem szkoły średniej, w 1996 odsetek ten wyniósł aż 34%.
Tak więc w połowie lat 90. japońskie magazyny dla mężczyzn zaczęły mieć obsesję na punkcie uczennic, a w szczególności kogyaru. Młode kogyaru były opisywane jako „dzikie i seksowne”, a większość magazynów publikowała opalone gyaru na okładkach. Jednocześnie w samym społeczeństwie gyaru te dziewczyny, które praktykowały enjo kōsai, były uważane za samotne outsiderki. Jednak takie realia wyszły na jaw dopiero po 15–20 latach stosowania praktyki i szumu wokół niej. Wszystko to tworzyło kolidujące z wizerunkiem gyaru stereotypy i prowadziło do nieustannej presji społeczeństwa na dziewczęta. Tak więc jedna z byłych kogyaru w wywiadzie dla strony internetowej Tokyo Damage Report z 2009 roku opowiedziała o następujących kwestiach:

Często podchodzili do nas starsi mężczyźni i pytali, ile kosztuje seks z nami? Niektórzy od razu zaczynali składać oferty, bez żadnych pytań. Wszystkiemu winne są media, to one stworzyły w ludziach wyobrażenie, że jesteśmy upadłymi kobietami. Przez blond włosy i luźne skarpetki byłyśmy postrzegane jako nastoletnie prostytutki.

Ostatecznie konfrontacja pomiędzy mediami i dorosłymi, a gyaru doprowadziła do zmiany w subkulturze. Na przykład gyaru opracowały szorstki sposób zwracania się do nieznajomych, mający na celu szybkie i zdecydowane przepędzenie napastliwych mężczyzn. W ten sposób gyaru niejako weszły do subkultury, będąc „miłymi” dla swoich, a „złymi i groźnymi” dla obcych.

### Lata 2000, obecnie

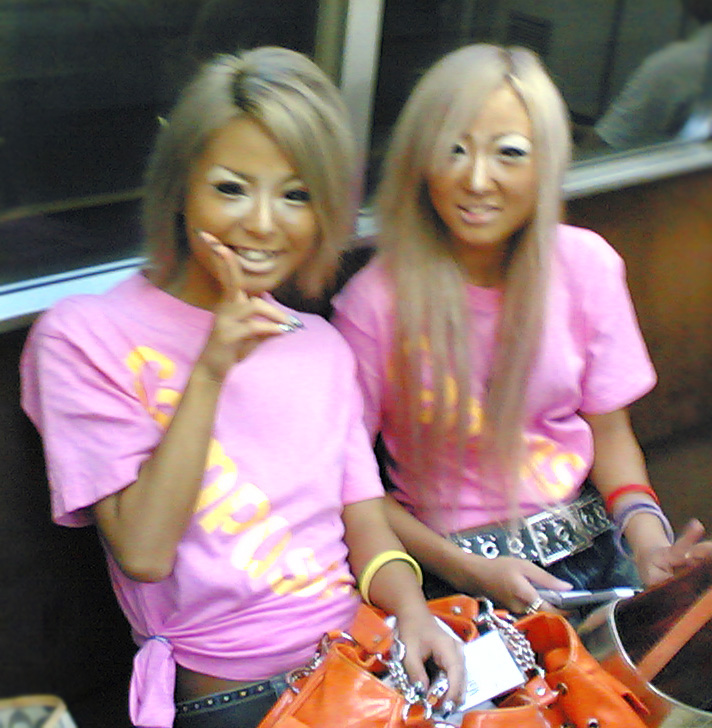
Ganguro

Wszystko to sprawiło, że na przełomie lat 90. i 2000 dzielnica Shibuya zapełniła się kogyaru, które kupowały ubrania w domu towarowym 109 i czytały magazyn egg. Chociaż szum wokół enjo kōsai wciąż istniał, gyaru stopniowo wkraczały do głównego nurtu i stawały się ideałem młodych ludzi, którzy chcieli być modni i żyć luksusowo. Gyaru były już mocno zakorzenione w japońskim społeczeństwie, ale na początku lat 2000 moda tej subkultury przybrała ostry obrót wraz z powstaniem ganguro. Był to rozłam w subkulturze, który był zauważalny już w 1997 roku, kiedy to dziennikarz Hironobu Baba opublikował książkę Shibuya Style vs Kamata Style. Nowa społeczność gyaru pochodziła z mniej zamożnych obszarów Tokio, takich jak stacja Kamata w tokijskiej dzielnicy Ōta, a nawet innych miast, takich jak Kawasaki. W przeciwieństwie do zwykłych gyaru nowe dziewczyny przekształciły się praktycznie w mulatki z mocną opalenizną, łącząc przy tym jaskrawo kolorowe szminki i tradycyjne srebrzyste lub inne jaskrawe włosy. Hironobu Baba w swojej książce zasugerował, że była to w gruncie rzeczy konfrontacja między dziewczętami z dobrze sytuowanych rodzin, wiodącymi beztroskie życie, a córkami zwykłych robotników, które starały się jak najlepiej naśladować te pierwsze.
Gdy rodzice nie posiadali środków finansowych, gyaru zaczęły dodawać do tej mody rzeczy tańsze i prostsze niż zwykle. W tym samym czasie kogyaru zaczynają rozprzestrzeniać się poza Shibuyę, przenikając do takich obszarów jak Shinjuku i Ikebukuro, a subkultura chuliganek (w Japonii zwane jako yankī), z której kiedyś wyłoniły się pierwsze gyaru, zostaje ostatecznie wchłonięta przez kogyaru. Doświadczając z jednej strony wpływu tych dziewcząt, a z drugiej strony gyaru, ich wizerunek zaczął ulegać silnym zmianom. Za sprawą Namie Amuro popularne stały się kozaki z wysoką cholewką, co czasem prowadzało do niebezpiecznych sytuacji np. jedna gyaru rozbiła samochód, bo obcasy utknęły jej w pedałach. Następnie sam termin kogyaru zaczyna wymierać, stając się współczesnym gyaru, a wszystkie dziewczyny podążające za tą modą są teraz nazywane tym właśnie terminem. W połowie lat 2000, na tle zachodzących zmian w subkulturze, pojawili się tzw. gyaruo – młodzi mężczyźni, którzy stworzyli męską wersję mody gyaru, aby zdobyć powodzenie wśród tych dziewczyn. Doprowadziło to do powszechnej popularyzacji metroseksualności wśród japońskich mężczyzn, a nawet do znacznego wpływu mody damskiej na męską. Główny gitarzysta Reno japońskiego zespołu rockowego ViViD z nurtu visual kei, zauważył później, że wszyscy w jego klasie byli tak zapatrzeni w gyaru i yankī, że w końcu sam stał się gyaruo, robiąc mocną opaleniznę i farbując włosy na srebrno, mimo że jego hobby to muzyka rockowa i piłka nożna.
Tak silna skrajność mody młodzieżowej wywołała wówczas wiele dyskusji. Jednym z podawanych powodów tej zmiany był boom na „populację” gyaru, przez co po prostu coraz trudniej było im się wyróżnić, co wywołało falę takiego radykalizmu. Z drugiej strony, wizerunek kogyaru opierał się w dużej mierze na chęci przyciągnięcia rówieśników płci przeciwnej, a co za tym idzie, młode i niedoświadczone dziewczyny, po prostu wyolbrzymiały standardowy wizerunek gyaru. Wywołało to jednak przeciwny skutek, jako że seksowny wygląd gyaru przyciągał wielu starszych mężczyzn z ofertami seksu za pieniądze, wiele gyaru po prostu zmieniło wizerunek seksownych dziewczyn na „szokujący”, co zasadniczo zadziałało i niemal rozwiązało jeden z głównych problemów.

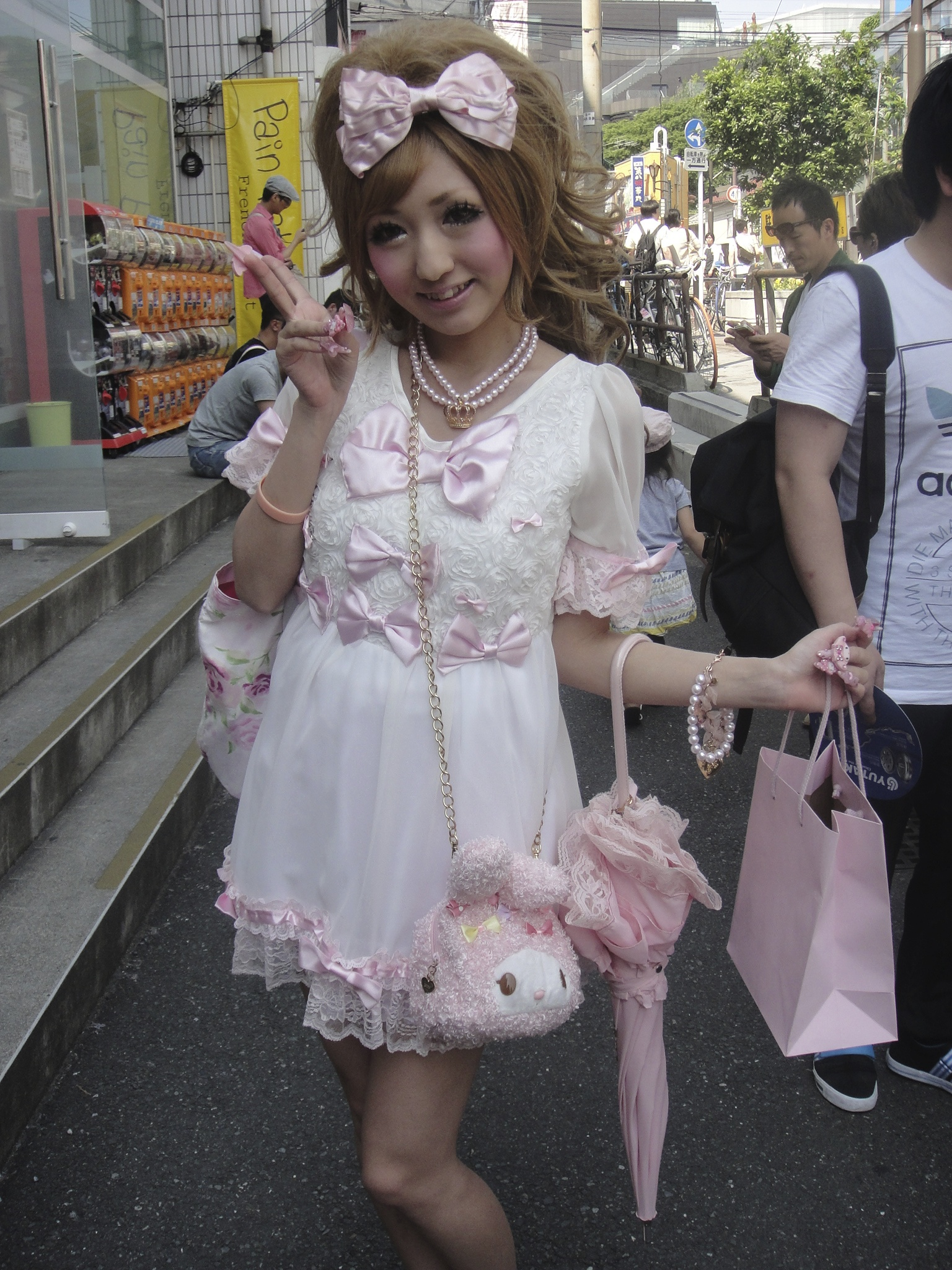
Influencerka Himena Ousaki w stylu Hime Gyaru

Stopniowo moda gyaru rozgałęziała się coraz bardziej na style. Na przykład w latach 2003–2004 pojawił się termin „arubaka”. Ten termin zgodnie ze słownikiem japońskiego slangu młodzieżowego oznacza „głupie dziewczyny, które noszą ubrania japońskiej marki odzieżowej ALBA ROSA”. Popularność tej marki wzrosła tak bardzo wśród gyaru, czyli po prostu młodych dziewczyn, a nawet chłopaków, że media nazwały ją wręcz epidemią. Po boomie w 2007 roku ruch ten nieco wyhamował, jednocześnie zaczął zyskiwać na popularności w Chinach. Z kolei zainteresowanie przeniosło się z wykonawców R’n’B na tradycyjne europejskie ideały piękna z XVII-XX wieku.

Pani Yamamoto jest (hime gyaru) księżniczką, częścią nowego pokolenia japońskich dziewcząt, które aspirują do tego, by wyglądać jak członkowie dawnych europejskich rodzin królewskich z XXI wieku. Ubóstwiają Marię Antoninę i Paris Hilton, ich lalkowy wygląd i życie księżniczki. Mówią delikatnym głosem i robią zakupy w wymyślnych butikach, noszących szumne nazwy, jak Jesus Diamante, którego lokal wygląda jak sypialnia w europejskim zamku. Łącznie za „ubiór” hime gyaru trzeba zapłacić około 120 000 jenów (ok. 4000 zł).

Popularny od 2007 do 2012 roku styl hime gyaru w pewnym stopniu można tłumaczyć wpływem mody lolitek na gyaru, co dziennikarze postrzegają jako zapowiedź „rozejmu” między skłóconymi wcześniej subkulturami, gdzie pojawienie się gyaru w dzielnicy Harajuku i lolitek w dzielnicy Shibuya wydawało się czymś obcym.
Od 2022 roku moda z lat 2000 wraz z luźnymi skarpetkami wraca do łask, a boom na gyaru stopniowo powraca.

## Popularność i upadek

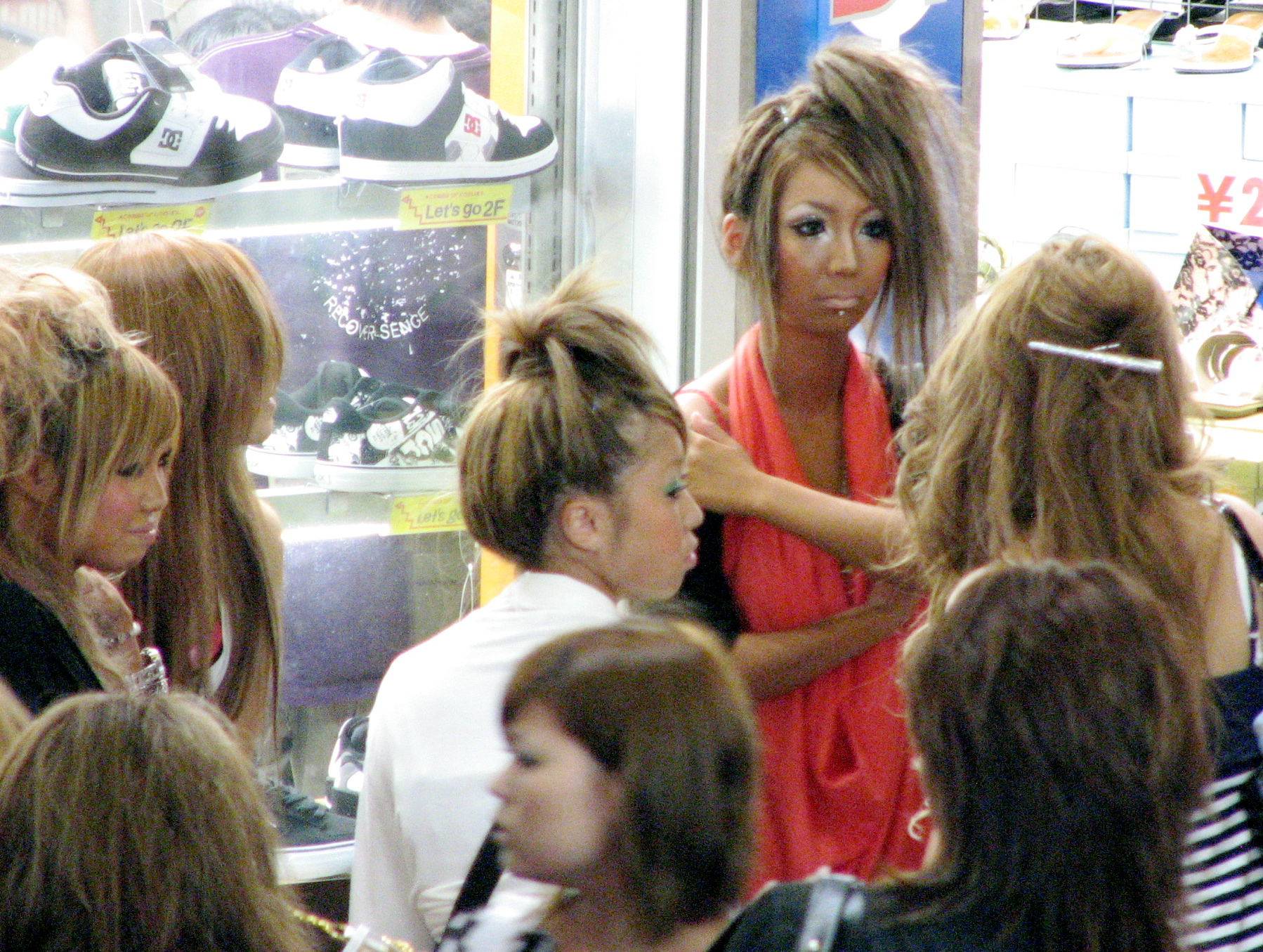
Gyarusā

Upowszechnienie internetu i portali społecznościowych spowodowało duże zmiany w kulturze młodzieżowej wczesnych lat 2000. Zbiegają się one z recesją wydawniczą, co wiąże się z sukcesywnym wycofywaniem magazynów o tematyce gyaru. Natomiast zwykli ludzie zaczynają zamieszczać w internecie własne pomysły na modę, aby internauci mogli się do nich odwoływać, przez co informacje uzyskiwane na bieżąco są bardziej przydatne niż te uzyskiwane w odstępie miesiąca, np. z magazynów. Zachowania młodych ludzi związane z poszukiwaniem informacji, które uważają za wartościowe, uzyskują raczej poprzez portale społecznościowe niż swoich bliskich przyjaciół. W rezultacie, zamiast tworzyć wyjątkową społeczność „gyarusā”, która była powszechna wśród tradycyjnych gyaru z Shibui, gyaru z Harajuku zaczęły komunikować się za pomocą internetu w telefonie, co było w stanie nadać im rozgłos i szybko podążać za trendami mody. Można to uznać za wynik różnic w możliwościach zbierania informacji. Ponadto gyaru z Shibui ujawniały swoje negatywne aspekty, takie jak przeszłość kryminalna, złe doświadczenia, liczba stosunków seksualnych i w jak młodym wieku go odbyły w przeciwieństwie do nich, gyaru z Harajuku obrały drogę utrzymywania w tajemnicy swoich negatywnych historii z przeszłości. Od około 2010 roku, w związku z rozpowszechnieniem się internetu i tendencją do rozpowszechniania informacji, gyaru z Harajuku zaczęły być akceptowane zarówno przez mężczyzn, jak i kobiety, a niektórzy uważają, że gyaru z Shibui zostały wyeliminowane ze względu na problemy z przestrzeganiem norm spowodowane przez „mroczne historie” i ich poprzedni wizerunek.

## Wygląd
Przez cały okres swojego istnienia wygląd gyaru zmieniał się w błyskawicznym tempie, nowe gyaru prawie nie przypominały swoich poprzedniczek sprzed dziesięciu lat. Przez cały ten czas ich wizerunek zmieniał się od mniej lub bardziej naturalnego do radykalnego, a od radykalnego do efektownego w późnych latach dwudziestych. Jednak mimo tak radykalnych zmian, wszyscy określali się jako gyaru i termin ten pozostał dominujący, mimo nazewnictwa wielu indywidualnych nurtów i stylów.

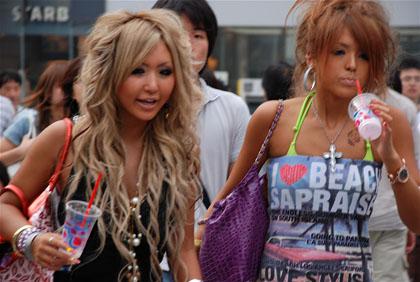
Gyaru

### Makijaż
Makijaż, zwłaszcza w okolicach oczu, oraz pielęgnacja włosów to jedne z najważniejszych elementów w kulturze gyaru. W przeciwieństwie do stosunkowo powściągliwego stosowania makijażu w latach 80. i prowokacyjnej maniery w latach 90. XX wieku makijaż gyaru w latach 2010 upodobnił się do ogólnych światowych trendów w tej dziedzinie. Od lat 2000 nastąpił gwałtowny wzrost liczby firm oferujących kosmetyki przeznaczone specjalnie dla gyaru, jak również możliwych wariantów produktów. Jednocześnie wzrosła trudność nakładania makijażu i jego wpływu na skórę dziewcząt.

### Włosy
Gyaru przywiązują dużą wagę do swoich włosów, ponieważ jest to jeden z głównych elementów ich wyglądu. Włosy rzadko mają naturalny kolor w większości przypadków farbują włosy na modne kolory, takie jak kasztan czy blond. Chodzi im głównie o to, by upodobnić się do zachodnich gwiazd popu i wyróżnić się wśród zwykłych japońskich dziewczyn. Początkowo, w okresie narodzin subkultury, dominowały jasne odcienie. W przypadku lat 2010 dominujące stały się odcienie kasztanów i jasnobrązowych kolorów. Ponadto od połowy lat 2000 popularna stała się trwała, po czym wzrosła sprzedaż produktów do loków w Japonii.

## Komunikacja
Gyaru komunikują się za pośrednictwem wiadomości gyaru-moji (jap. ギャル文字) wysyłanych na telefon komórkowy co wymaga dodatkowego wysiłku w czytaniu i pisaniu. Tak jak w przypadku leet speak, gyaru-moji polega na zastępowaniu znaków innymi, które są wizualnie do siebie podobne.
Gyaru często używają obcych słów, łacińskich skrótów, japońskich zwrotów lub po prostu obcych końcówek nie zważając na japońską składnię.

## Wspólne style
Istnieją różne podkategorie mody gyaru w zależności od stylu, a także płci. Styl jako całość nazywany jest gyaru kei. Ponieważ gyaru nie jest pojedynczym stylem, jest to ogólny termin dla wielu podkategorii, stylów lub tematów.
- アゲ嬢 Agejō – to styl, który wciąż jest aktywny, swoją inspirację czerpie głównie z magazynu Koakuma ageha, a jego estetyka nawiązuje do niego. Ten właśnie magazyn nadał mu również nazwę. Styl Agejō używany jest zazwyczaj przez hostessy w klubach lub dojrzałe gyaru. Można go opisać jako kobiecy i dojrzały. Jego intencją jest bycie nieskazitelnie czarującym i pożądanym. Wyróżnia się seksownymi elementami, takimi jak niżej wycięte topy, seksowne pończochy lub podwiązki, a nawet wykorzystanie elementów bielizny, takich jak jedwabne babydolls. Jednak, mimo że styl jest bardziej seksowny, to zawsze jest noszony z klasą. Agejō jest bardzo podobny do klasycznego wyglądu gyaru z dużą objętością włosów, długimi paznokciami, krótkimi spódniczkami i uroczym wyglądem. Jednak istnieje pewna różnica, mianowicie włosy są zwykle ułożone w upięcie, przypominające hime gyaru, z lokami lub włosami karbowanymi w stylu sujimori, a czasami zawierają przedłużenia i peruki. Powszechne jest, że osoby uczestniczące w tym stylu noszą kilka peruk jednocześnie. Japońskie marki modowe specjalizujące się w tym stylu to DaTuRa, Jesus Diamante, La Parfait, MA*RS i Princess Melody[49][50][51].

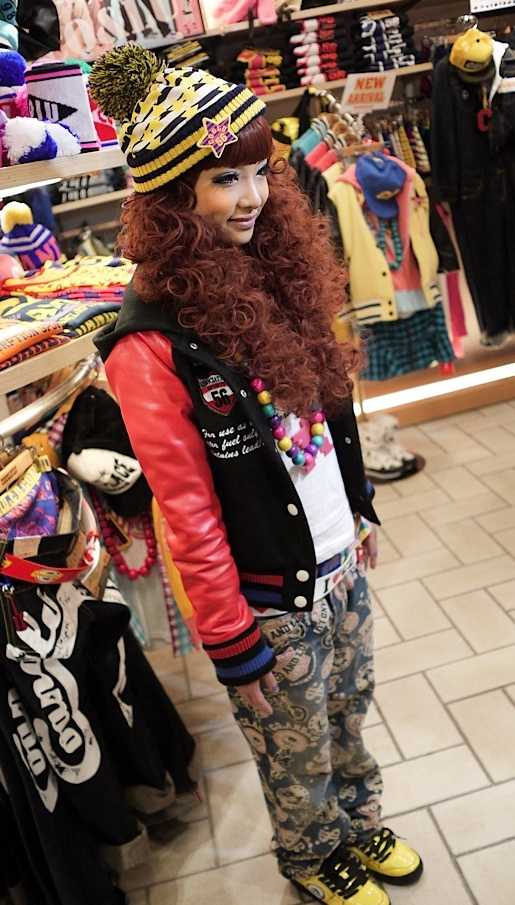
Amekaji

- アメカジ Amekaji – to krótkotrwały styl, którego szczyt popularności przypadł na okres od początku do połowy lat 2000. Był skupiony na inspiracjach amerykańskimi stylami mody. Nazwa jest skróconą wersją „american casual”. Styl ten był bardzo wygodny i swobodny, został opisany jako szczególnie przyjazny dla gyaru każdej postury, za sprawą luźnych ubrań. Zwykle jest to bardzo jasny, zabawny, ekstrawagancki i ogólnie wielokolorowy styl. Ubrania są na ogół luźniejsze niż większość innych stylów. Zwykle mają wiele warstw, które nakłada się na siebie. Są to głównie swetry, kurtki bomber z początku 2000 roku i kurtki Letterman. W lecie nosi się t-shirty, szorty, dżinsy i bojówki. Poza tym amekaji czasami nosiły ubrania swoich chłopaków, ponieważ istniał męski odpowiednik marki COCO*LULU, która jest jedną z podstawowych marek tego stylu. Buty to głównie tenisówki, trampki, buty ugg lub inżynierskie. Japońskie marki modowe, które najbardziej rozpoznawalne były w tym stylu to ANAP, COCO*LULU i Wakatsuki Chinatsu[52][53][54].

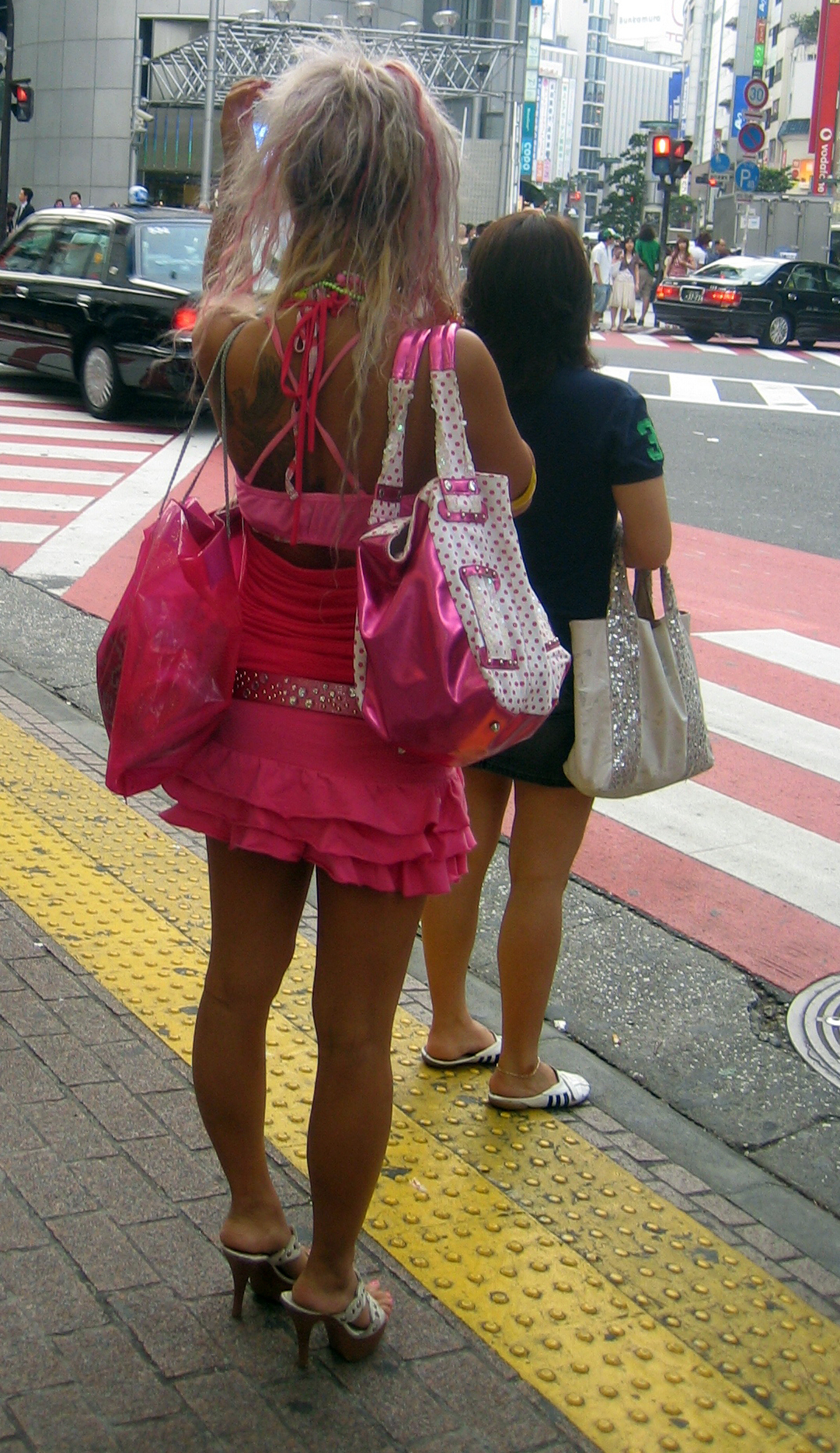
Ganguro

- B-ギャル B-gyaru – styl gyaru, polegający nie tylko na byciu gyaru, ale także na odrzuceniu japońskich standardów piękna, by, zamiast tego stać się czarnoskórą osobą. B-gyaru to unikalny styl, który jest często krytykowany za naśladowanie kultury R&B i ogólnie kultury czarnoskórych osób. Styl obejmuje ciemniejsze opalenizny, które są podobne do odcieni skóry czarnoskórych artystów R&B. Dodatkowo zawiera tradycyjnie afrykańskie fryzury, takie jak warkoczyki i sploty. Celem jest stworzenie wyglądu, który nie będzie już przypominał Japończyka, ale sprawi, że osoba będzie wyglądała jak ktoś z teledysku R&B. Ten styl został opisany w magazynie egg, gdzie został nazwany żartem[55][56][57].

- ガングロ Ganguro – ten styl pojawił się w Japonii w połowie lat dziewięćdziesiątych, stał się bardzo popularny wśród młodych kobiet pod koniec lat 90. i na początku XXI wieku. Najważniejsze w tym wizerunku są farbowane na blond włosy oraz opalona skóra[58][59].

- ギャルセレブー Gyaru Serebū – to prawdopodobnie jeden z najdroższych stylów do utrzymania, jeśli ktoś próbowałby go odwzorować. Ten styl w szczególności celuje w koncepcję albo bycia prawdziwym celebrytą w stylu gyaru, albo osiągnięcia tej estetyki do tego stopnia, by stać się kimś o statusie celebryty, osiągając to poprzez ten styl. Większość osób, które brały udział w tym konkretnym stylu, mogło jedynie marzyć o takim życiu, ale dzięki poświęceniu, wytrwałości i wysiłkowi niektórym z nich udało się osiągnąć ten wyczyn. Ten styl na początku może przypominać nieco onee gyaru, ale patrząc na elementy odzieży gyaru serebū, których używają, są znacznie powyżej średniej ceny marek gyaru. Części garderoby, od ubrań, akcesoriów, butów po nawet telefony z klapką, były potrzebne do osiągnięcia wyglądu celebryty, w tamtym okresie. To, co ci gyaru próbowali osiągnąć, to odtworzenie całego wyglądu celebryty z epoki Heisei lub lat 90. i 2000. Ubrania były na ogół wybierane ze względu na luksusową odzież, która w tamtym czasie zawsze była w estetyce „McBling”. Marki te nie musiały być japońskie większość z nich była w rzeczywistości zachodnia jak: Juicy Couture, Baby Phat, Betsey Johnson, Von Dutch, Ed Hardy, Chanel, Moschino, Michael Kors, Versace, Fendi, Louboutin, Balenciaga, Coach, Burberry, Gucci, a nawet Givenchy, gdy Alexander McQueen był głównym projektantem, to samo można powiedzieć o Diorze i Johnym Galliano. Większość inspiracji stylu pochodziła albo od japońskich celebrytek gyaru, takich jak Ayumi Hamasaki, Koda Kumi, Namie Amuro, bądź modelki magazynu egg Hiromi Endo, a następnie Emiri Aizawy czy Tsubasy Masuwaki chodzącej na imprezy modowe Gucci. Albo zachodnich celebrytek takich jak Paris Hilton, Nicole Richie, Britney Spears, Gwen Stefani, Christina Aguilera, Pamela Anderson, Lindsay Lohan, Victoria Beckham, Fergie, Jennifer Lopez, Beyoncé, Aaliyah, Lil’ Kim czy Foxy Brown[60][61].

- ギャルママ Gyaru Mama – to nastoletnie gyaru lub kobiety, które kontynuują ten styl nawet po urodzeniu dzieci. BBC News stwierdziło: „Gal mama to młode matki, które odmawiają zrzucenia swojej gal’owości”[62][63]. Ubierają również swoje dzieci w tym samym stylu, co oznacza, że chłopcy wyglądają jak gyaruo, a dziewczynki jak gyaru, ale styl zależy od osobistego wyboru matki lub tego, do jakiej subkultury przynależała. Wymowne jest też, gdy kobieta tego stylu jest samotną matką, co generalnie jest tym, jak większość z nich kończy[64]. Te matki mogą mieć inny sposób bycia rodzicem niż większość społeczeństwa w Japonii; ich styl rodzicielski może być dość współczesny w stosunku do japońskich norm społecznych, wspominają też, że jest mniej stresujący dla ich dzieci[65].

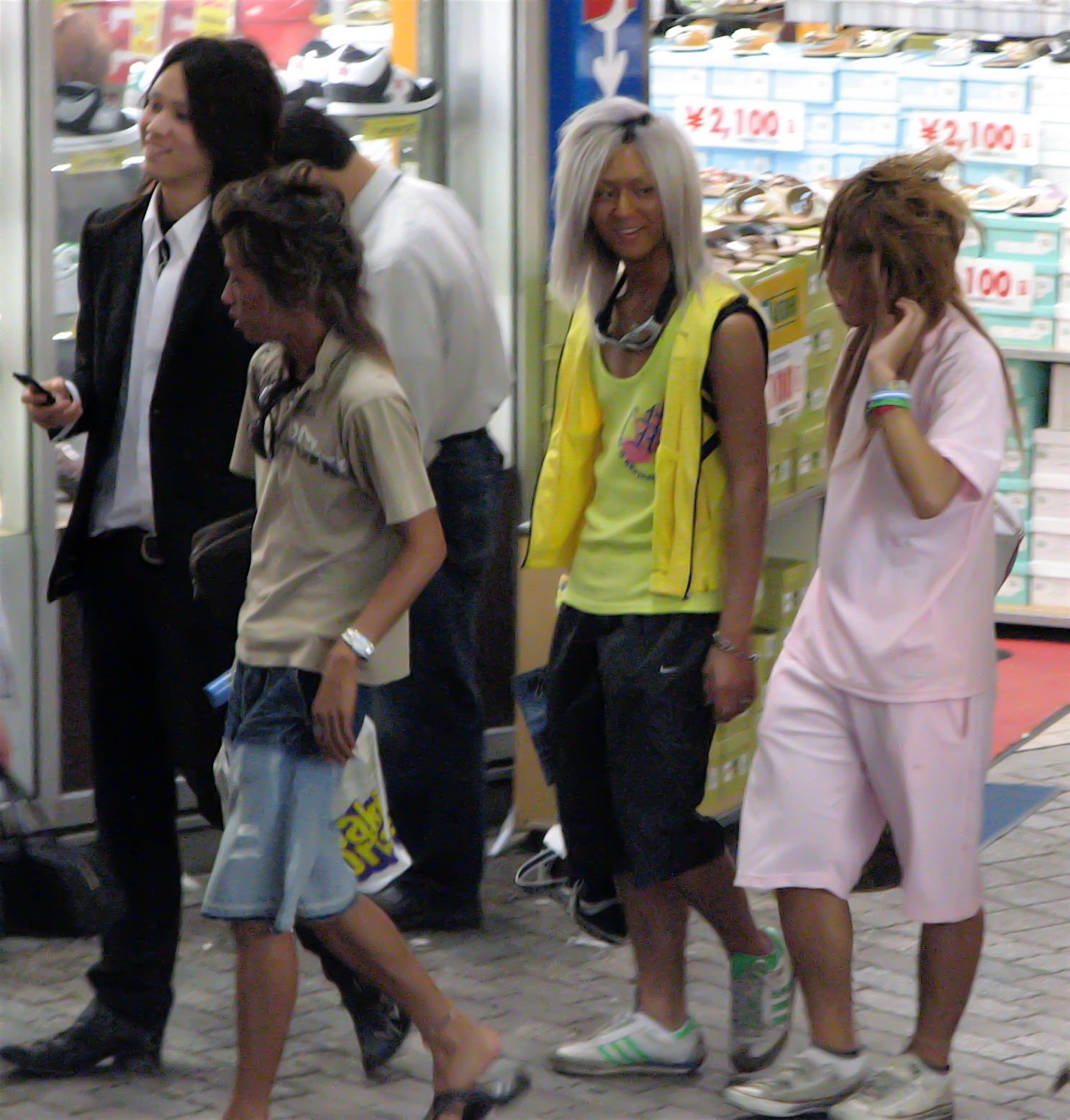
Gyaruo

- ギャル男 Gyaruo – męski odpowiednik gyaru, zazwyczaj gyaruo (mężczyzna gyaru) mają podobny styl do kobiecej wersji gyaru, włącznie z ułożonymi fryzurami z dużą objętością, podobną modę i opaloną skórę[66].

- 姫ギャル Hime Gyaru znanay również jako 姫系 Hime Kei – jest jednym z najdroższych stylów ubioru ze wszystkich wymienionych, ponieważ uważa się, że konieczne jest kupowanie marek takich jak: MA*RS, Jesus Diamante, La Parfait czy Princess Melody. Styl hime gyaru w dużej mierze opiera się na stylu rokoko, ponieważ słowo hime (jap. 姫), w języku polskim oznacza „księżniczkę”. Gyaru, które noszą ten styl, są często widziane w sukienkach lub spódnicach w kolorze różowym, lub innych pastelowych kolorach z wieloma koronkami i kokardkami. Bardzo częste są również wzory różane, rozety, perły i motywy koron. Nakrycia głowy obejmują zarówno duże kokardy z perłami, jak i opaski z różanym akcentem. Ten styl rozkwitł na początku XXI wieku, ale od tego czasu zmniejszył się, chociaż wciąż jest popularny, to stał się bardziej swobodny; ta wersja jest określana jako hime kaji, a ten styl w większości wykorzystuje japońską markę mody Liz Lisa, której ubrania mają bardziej swobodny wygląd niż u hime gyaru. Osoby hime gyaru używają raczej starszych marek takich jak wymienione wcześniej. Mimo to ten styl może być obecny do dziś w niektórych z tych grup mody lub w ich kręgach. Tego stylu nie należy mylić z japońską modą uliczną lolity[35].

- 姫カジ Hime Kaji – jak wspomniano powyżej, jest stonowananą wersja stylu hime gyaru. Z drugiej strony, hime kaji jest często noszony przez wiele hime gyaru, gdy chcą się poczuć bardziej swobodnie i wygodniej w swoim ubiorze. Sam styl jest bardzo podobny do stylu roma gyaru, ale ma swoje kluczowe różnice, w tym większą ilość koronek i różu, który jest ich najbardziej spójnym kolorem. Podobnie jak starsza siostra tego stylu, hime gyaru, hime kaji jest wciąż popularna. Zarówno jako samodzielny styl, jak i jako dodatkowy element mody hime gyaru. Dzieje się tak dlatego, że obecne hime gyaru czasami ubierają się w stylu hime kaji, ale także z powodu większego dostępu dla nowych gyaru szukających stylu, w którym mogłyby się odnaleźć. Ten styl, bardzo podobnie jak hime gyaru, pozostaje bardzo wierny swoim początkom i nie zmienił się zbytnio pod względem wyboru ubrań czy wzorów[67][68].

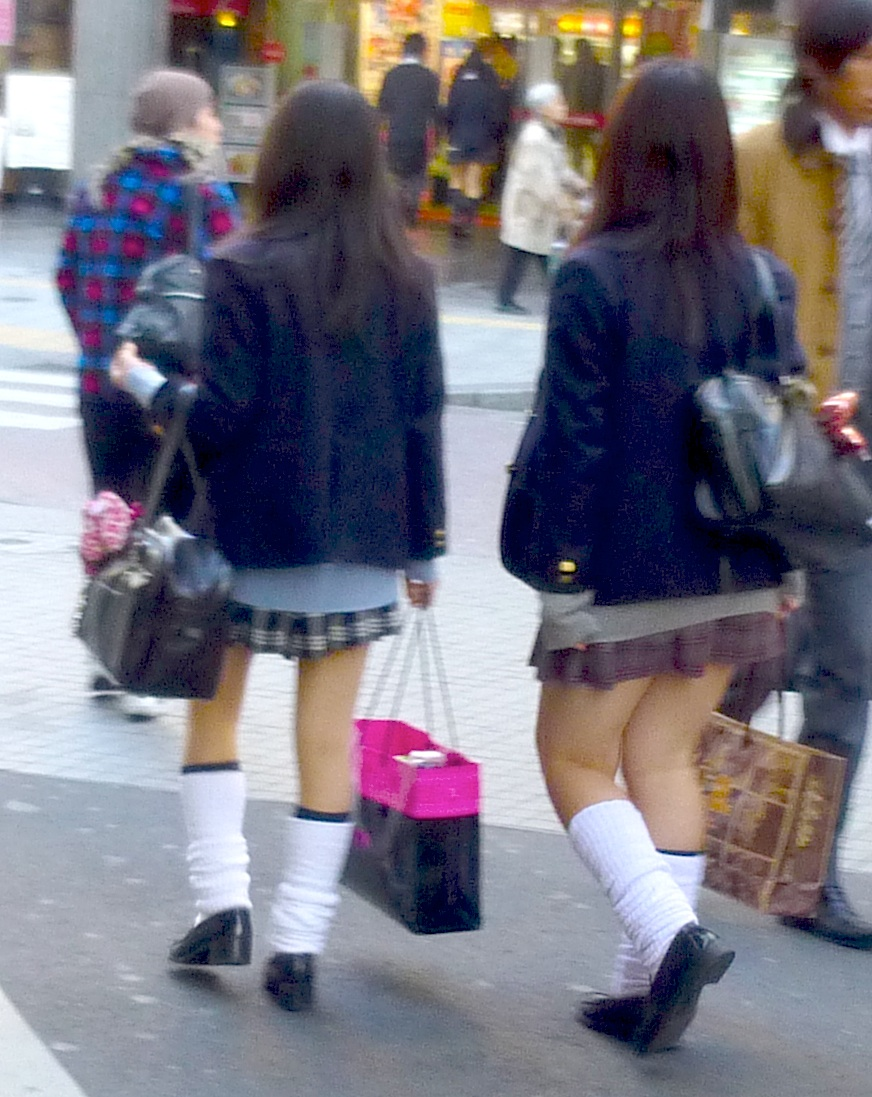
kogyaru

- 女子高校ギャル Joshi Kōkō Gyaru – w skrócie JK gyaru to w tłumaczeniu „gyaru z liceum” są najbardziej znane jako poprzedniczki stylu kogyaru.

- コギャル Kogyaru – to japońska moda, w której licealistki noszą stroje wzorowane na szkolnych japońskich mundurkach. Skracają swoje spódnice z licealnego mundurku, aby wyglądały jak minispódniczki do tego noszą luźne skarpetki[69][70].

- 黒ギャル Kuro Gyaru – nazwa dosłownie oznacza „gyaru o czarnej skórze” i pochodzi od ciemnej opalenizny noszonej przez nie. Uważa się, że pochodzi on od stylu ganguro i stał się jednym z najbardziej znanych stylów gyaru dzięki grupom takim jak Black Diamond. Styl jest podobny do głównego nurtu mody gyaru, ale kilka unikalnych cech wyróżnia ten styl. Najbardziej oczywistą różnicą między nimi jest duży nacisk na ciemną skórę. Kolejną rzeczą są nienaturalnie farbowane włosy i duże, natapirowane fryzury, a także puszyste ocieplacze na nogi i wzory w lamparcie cętki[71][72].

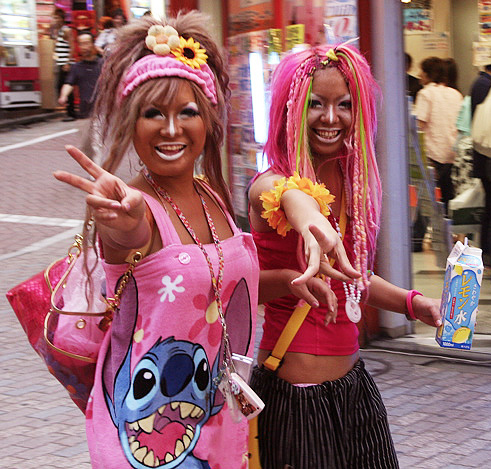
Manba

- マンバ Manba – jest jednym z wielu stylów mody gyaru. Jest to, obok yamanby, styl, który rozwinął się ze stylu ganguro. Boom na manbę miał miejsce w latach 2003–2004, wywodząc się od pierwotnych stylów ganguro i yamanba. Podczas gdy ganguro charakteryzował się wieloma ciemnymi odcieniami, mając na celu chłodny i pewny siebie wygląd, manba kładła nacisk na „kulturę kawaii”, dodając elementy kocie i pastelowe kolory. Sam styl nie ewoluował znacząco i nadal zachowuje jasne kolory włosów, mocny makijaż i jasne ubrania. Podobnie jak yamanba, może być mieszany z innymi stylami gyaru pod względem ubioru[73][74].

- お姉ギャル Onee Gyaru – nazwa wywodzi się z japońskiego słowa, które jest używane do opisania starszej siostry, a cała nazwa brzmi „starsza siostra gyaru”. Nazwę zaczerpnięto od samych uczestniczek, które zazwyczaj są starszymi gyaru lub wyrosły ze swojego stylu, ale nadal chcą nimi pozostać. Zamiast odrzucać lub zmieniać swój obecny styl, dostosowują go do swojego wieku, od ich bardziej powabnego wyglądu do odzieży, którą noszą na co dzień; w tej ulicznej modzie są one określane jako dojrzała wersja gyaru. Charakterystyka stylu onee gyaru wyróżnia się poprzez włosy w kolorze blond czy też farbowane na brązowo lub rudo jednak są bardziej subtelne niż większość stylów gyaru, włosy są długie i proste bądź kręcone. W przypadku makijażu jest on bardzo klasyczny w stylu gyaru, zdarza się jednak czasami ciężki wokół oczu. Popularny jest manicure art deco, ale bardziej subtelny niż w innych stylach. Do tego opalenizna jasna do średniej jednak w tym wypadku nie jest już tak istotna. Onee gyaru jest nadal dość popularnym stylem gyaru. Trendy tego stylu są często bardzo zgodne z sezonowymi trendami wyznaczanymi przez popularne marki. Ponieważ onee gyaru jest stylem często spotykanym u dojrzalszych kobiet od połowy dwudziestki do początku trzydziestki, wiele z nich, które nosiły inne, bardziej ekstremalne style gyaru, przeszło właśnie na ten[75][76][77]. Jest to również styl gyaru powszechnie noszony przez zamożne matki[78].

- 悪羅悪羅ギャル Ora Ora Gyaru – styl ora ora gyaru jest jednym z tych, które są najczęściej porównywane lub mylone z ane gyaru ze względu na fakt, że oba style zostały wprowadzone do japońskiej opinii publicznej poprzez bōsōzoku, yankī i japońską kulturę gangów rowerowych z makijażem i stylem gyaru. Ten styl można rozpoznać po doborze odzieży, np. dresów, większym wykorzystaniu dżinsu i ogólnie bardziej męskim wyglądzie, a także ciężkim, ciemnym makijażem oczu i aspektami stylu zagranicznej mody. Te dziewczyny często są widziane w parach, były lub są mechanikami. Czasami można je zobaczyć jeżdżące na rowerach. Mają tendencję do posiadania tatuaży i piercingu. Nie tylko ich styl jest buntowniczy, ale jest przeznaczony dla dziewcząt, które żyją na krawędzi[79][80].

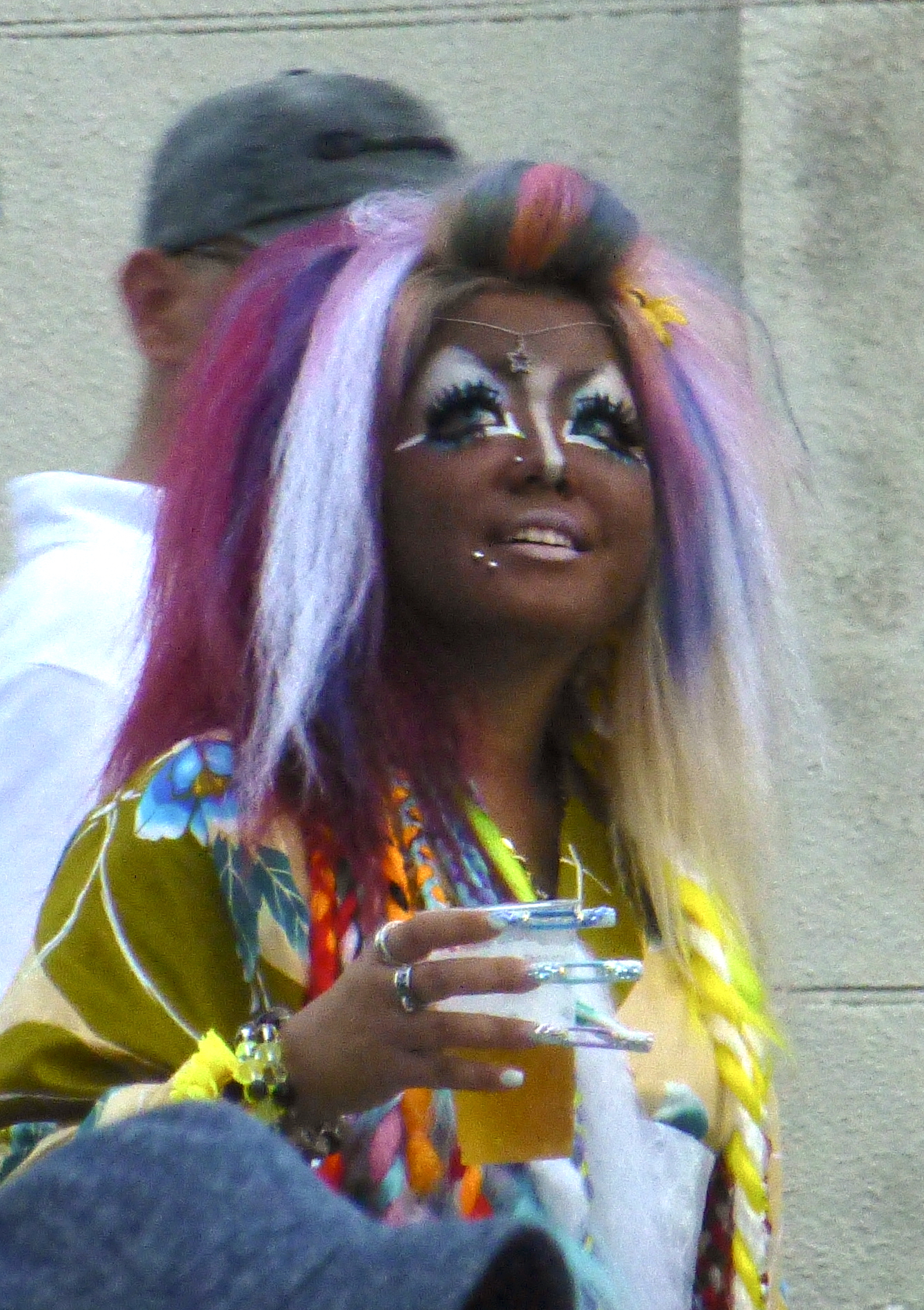
Yamanba

- ロマギャル Roma Gyaru – pochodzi od dwóch słów: „romantyczna” i „gyaru”. Ma dziś wiele podobieństw do stylu hime kaji, ale jest uważany za własny styl. Kolory są bardziej subtelne i stonowane, wzory wahają się od kwiatowych po kraciaste, a czasem kropki. Styl ten jest uważany za jeden z bardziej swobodnych i przystępnych stylów w modzie gyaru. Roma Gyaru zawsze był jednym z mniej znanych stylów przez większość okresu rozkwitu mody gyaru, jednak nadal cieszy się popularnością i jest noszony przez niektóre z dziewcząt. Jest to często styl noszony zamiennie z hime kaji i nierzadko zdarza się, że oba style są mieszane[81].

- 白ギャル Shiro Gyaru znany również jako ガン白 Ganjiro – jest stylem, w którym odrzuca się sztuczną opaleniznę. Pierwsze słowo tego stylu to „shiro” (jap. 白), które oznacza „biały”. Nie ma on żadnych odbiegających od siebie trendów mody, ale raczej termin ten skupia się całkowicie na braku opalenizny. Może odnosić się do każdego typu mody w gyaru, tak długo, jak towarzyszy jej blady lub naturalny odcień skóry. W miarę jak styl gyaru ewoluował przez lata, potrzeba opalenizny stawała się coraz mniejszym wymogiem mody i coraz więcej gyaru można zobaczyć w tym konkretnym stylu[82][83].

- ツヨメギャル Tsuyome Gyaru – ten styl jest kojarzony z banbą (stonowana wersja manby). Ale jeśli chodzi o makijaż, są one takie same[84].

- ヤマンバ Yamanba – to skrajna wersja wizerunku ganguro. Typowe dla tej odmiany są włosy ufarbowane na bardzo jasny blond bądź neonowe odcienie, biały makijaż oraz niezwykle ciemna opalenizna[85].

## Mniejsze stylegyaru
To style, które są mniej popularne lub mniej modne.
- 姉ギャル Ane Gyaru – powszechnie uważany za „buntowniczą siostrę” onee gyaru. Ane Gyaru to dojrzały styl podobny do onee, z własnymi akcentami. Styl ten jest kojarzony z arogancką postawą, można znacznie częściej zobaczyć w nim tatuaże i piercing w porównaniu do wielu innych stylów gyaru. Ta moda podkreśla dojrzały i seksowny wygląd, opalenizna jest mniej powszechna. Najczęściej stosowana są bardziej dojrzałe, naturalne kolory włosów, a także prostsze style makijażu. Skupia się na ciemniejszych paletach kolorów, takich jak czerń. Popularna jest również ciemna szarość. Ane Gyaru jest bardzo wierny buntowniczemu stylowi życia[86][87][52].

- バンバ Banba – to bardziej stonowana wersja manby, z jaśniejszą opalenizną, jaśniejszym białym makijażem wokół oczu i bardziej mainstreamowymi stylami mody[88].

- ビビンバ Bibinba – ten wygląd zwykle zawiera dużo złota i biżuterii. Jest podobny do b-gyaru. Jak stwierdzono powyżej, magazyn egg nie uważał tego stylu za poważny, ani nawet za styl, a bardziej za żart.

- ボヘミアンギャル Bohemian Gyaru – styl ten wywodzi się z typowego stylu bohemy, z dużym naciskiem na „pokój i miłość”. Zawiera wiele naturalnych odcieni, symboli pokoju, kwiatów i warkoczy naśladuje również modę hippisowską z końca lat 60. Jest rzadko noszony i jest uważany za sezonowy strój dla tych, którzy uczestniczą w szerszej modzie gyaru[89][90].

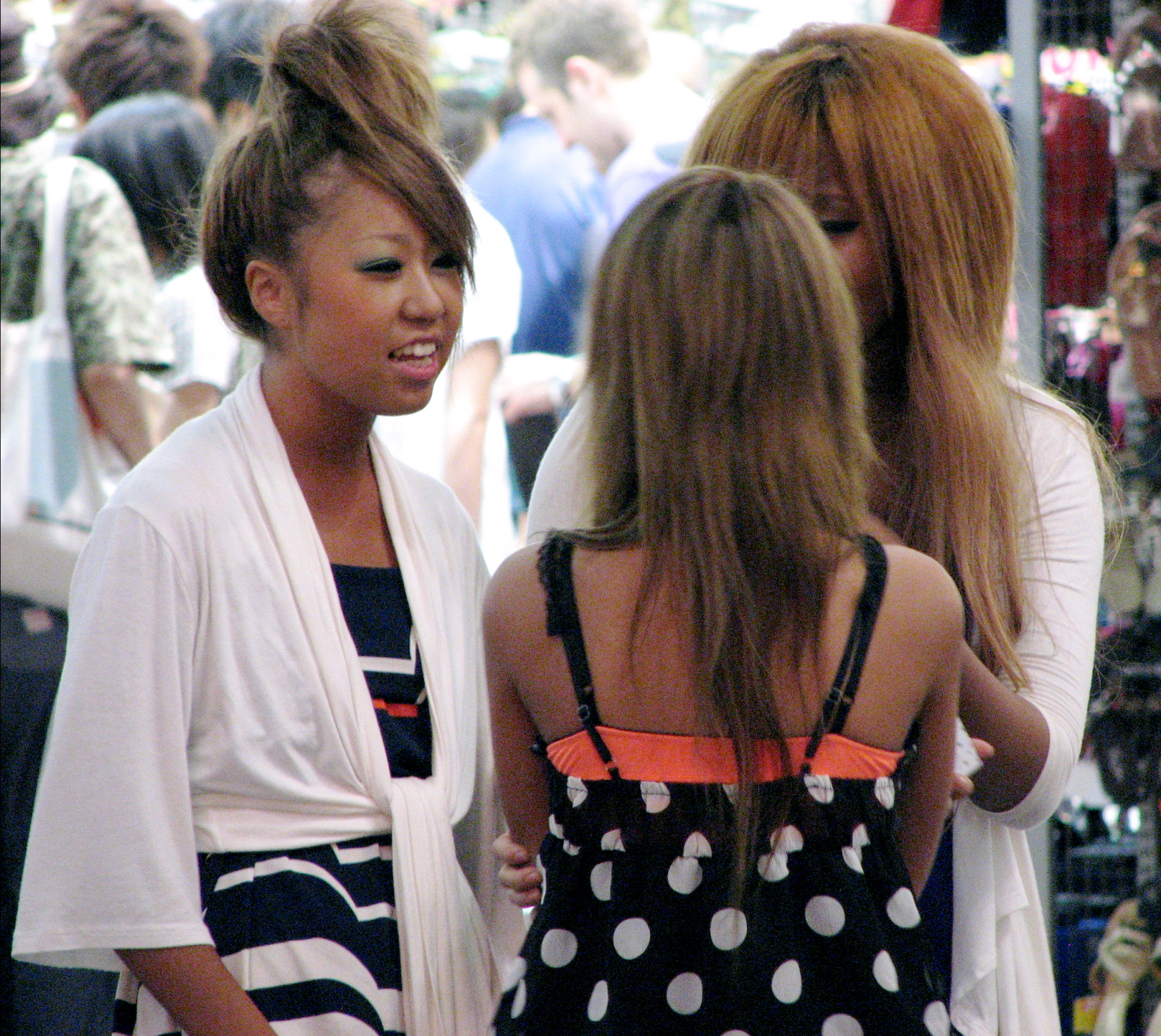
Gyaru w 2007 r.

- チョーラギャル Chola Gyaru – podobnie jak style b-gyaru, rasuta gyaru, bibinba, a nawet ganguro są lub mogą być nieco odrzucane przez większość ludzi, od których pochodzi ten styl lub tych, którzy cierpieli z powodu tego, co te style mogą reprezentować dla konkretnej osoby z grupy etnicznej. To samo można powiedzieć o chola-gyaru, ponieważ jego styl pochodzi od kultury Chicano, która nawet w swojej własnej historii ma pewne skojarzenia; w książce „Comentarios Reales de los Incas” znajduje się cytat, który opisuje, jak powstało to słowo i jak było wykorzystywane w 1609 roku: „Dziecko czarnego mężczyzny i indiańskiej kobiety, lub indiańskiego mężczyzny i czarnej kobiety, nazywane jest mullato bądź mullata. Z kolei ich dzieci są nazywane cholos. Cholo to słowo pochodzące z Wysp Zawietrznych. Oznacza ono psa, nieczystej rasy, albo bardzo podejrzanego pochodzenia; Hiszpanie tego słowa używają do obelg i oszczerstw”[91][92]. Sam styl czerpie ogromne wpływy z Chicano, ponieważ wiele chola-gyaru nosi ubrania, które często są takie same jak ich ubiór lub odzież uliczna. Połączenie tartanów, flaneli, t-shirtów oversize i bezrękawników. Do tego bandany, czapki z daszkiem, okulary przeciwsłoneczne, złote łańcuchy, a nawet tatuaże, które w dzisiejszej Japonii wciąż są uważane za tabu ze względu na swoje dawne skojarzenia. Przykładem zarówno gyaru, ale przede wszystkim kultury Chicana w zakresie stylu jest japońska piosenkarka MoNa[93]. Udzieliła ona również wywiadu w serii Refinery29: Style, a także na kanale The New York Times na YouTube[94][95].

- ギャル電 Gyaru Den – styl polegający na ożywieniu gyaru za pomocą technologii. Bierze pod uwagę aspekty mody gyaru, a następnie wykorzystuje technologię jako sposób na odświeżenie stylu. Twórcy tego stylu sami tworzą wszystkie swoje elementy, mogą to być światła LED, które są używane na akcesoriach takich jak naszyjniki czy luźne skarpetki, które są najczęściej widziane w stylu kogyaru. Stworzyli oni nowe i odmienne od zwykłych ubrań gyaru części odzieży, ponieważ są one połączone z technologicznymi ulepszeniami. Twórczyniami tego stylu są Kyoko z Japonii i Mao z Tajlandii, która wyemigrowała do Japonii z tytułem inżyniera[96][97].

- ゴシックギャル Goshikku Gyaru – jest stylem gotyckim, jego moda składa się z odcieni czerni i szarości. Zawiera ćwieki, skórę, kabaretki i inne gotyckie motywy takie jak podarte koszule i spódnice oraz inne części gotyckiej garderoby, popularne są również koszulki gotyckie, a także ciemny makijaż. Kolory włosów w stylu gotyckim mają zwykle naturalne odcienie, przy czym najczęściej spotykane są blond i czerń. Wybory kolorów generalnie pozostają przy tradycyjnej modzie gotyckiej[98].

- ハーディギャル Haady Gyaru – słowo haady pochodzi od japońskiego słowa „hade” (jap. 派手) oznaczającego „krzykliwy” i jest używane do opisania czegoś lub czyjegoś wyglądu, lub osobowości. Jest stylem, który został zapoczątkowany przez magazyn egg i jego najpopularniejszą wówczas modelkę Kaoru Watanabe. Skupiał się na łączeniu stylów amerykańskiego i brytyjskiego rocka i hip-hopu z jaskrawymi kolorami mody gyaru osiągając swój szczyt w 2009 roku[99].

- 異色肌ギャル Ishoku Hada Gyaru – w tym stylu używa się farb do twarzy, aby wyglądało to tak, jakby uczestnik fizycznie zanurzył się w kolorowej farbie, by przypominał coś pozaziemskiego, ale z tym samym zasadniczym stylem makijażu gyaru. Ten mikro styl można pozornie umieścić jako formę sztuki ciała[100][101]. Twórczyni tego stylu, Miyako Akane stwierdza w wywiadzie dla Arte: „Zdecydowałam się na stworzenie tego stylu ze względu na fakt, że zachodnie kobiety mają różne kolory włosów i skóry w porównaniu do stereotypowych japońskich cech bladej, jasnej skóry i czarnych włosów, więc kiedy chcemy to zrobić, musimy zrobić coś drastycznego. Tak więc, zmieniając kolor skóry lub malując ją, uzyskujemy wyzwolenie, jest to jak terapia z makijażu, wolno nam wybrać swój kolor włosów i kolor skóry”[102]. Stwierdza również, że „Jest wiele dzieci z mieszanych małżeństw, które podlegają wielu uprzedzeniom z powodu ich koloru skóry lub koloru włosów; dlatego chcę pomóc, mówiąc głośno i wyraźnie, że każdemu wolno być tym, kim chce być”. W wywiadzie internetowym dodała: „Postanowiłam stworzyć ten styl na podstawie wielu rzeczy nie tylko gyaru, ale także mody Harajuku i oczywiście idei istot pozaziemskich; rzecz jasna można to określić jako kawaii gyaru (jap. かわいギャル)”. W wywiadzie dla Kotaku stwierdziła, że „tęskniła za ciekawymi odcieniami skóry widzianymi w grach wideo, anime i filmach”. Ta namiastka mody w gyaru została wypromowana w magazynie egg z pozytywnym odbiorem[103][104].

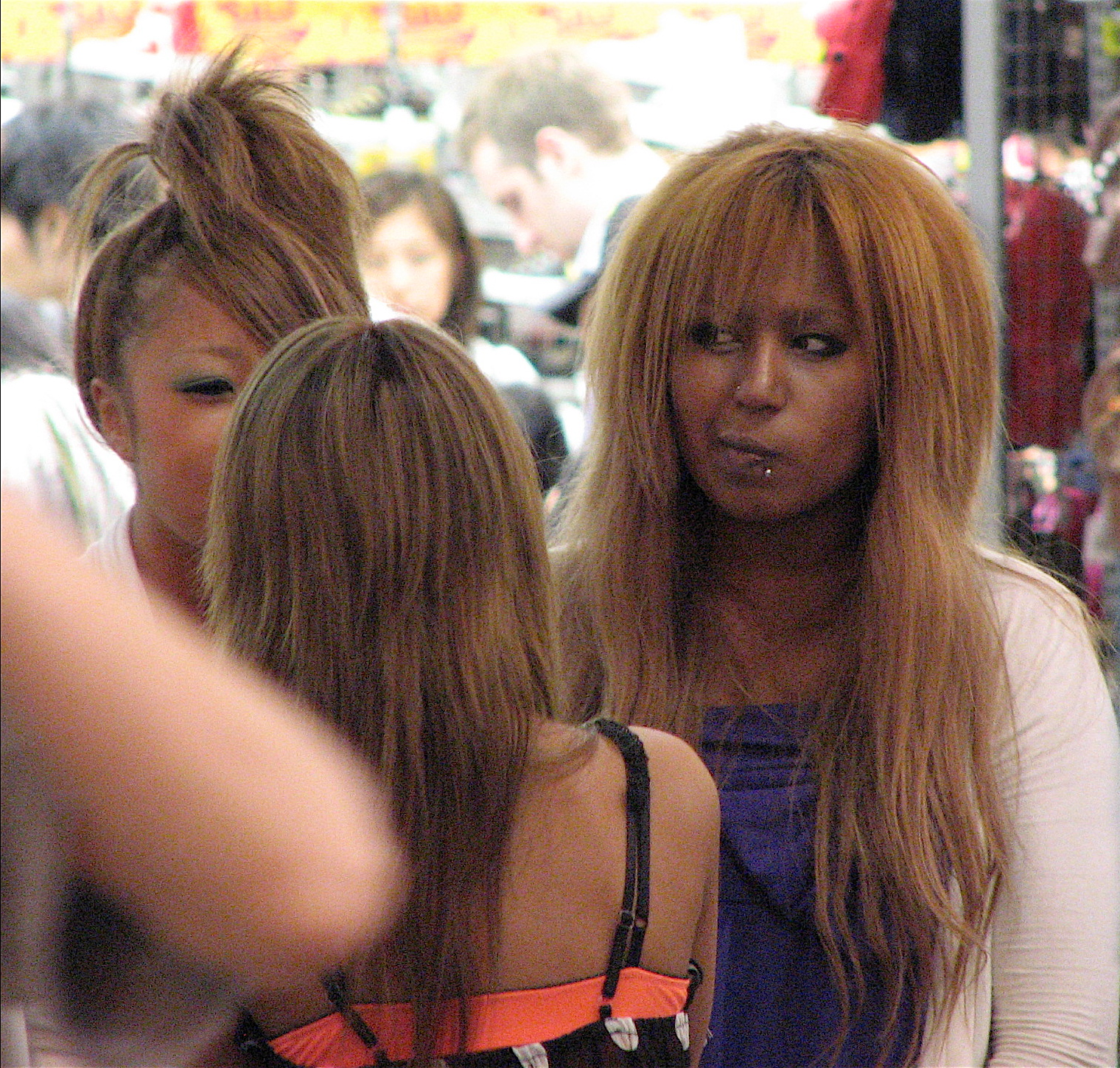
Gyaru w 2007 r.

- キグルミン Kigurumin – wywodzi się ze stylu manba, swoją największą popularność święcił w 2004 roku. Te gyaru noszą stroje kigurumi jako odzież lub przebierają się za maskotki, ale nadal stosują i używają tego samego makijażu i mają opaloną skórę jak manby. Nazwa ta może być również zapisana jako ki-gurumi gyaru (jap. 着ぐるみギャル)[105].

- モードギャル Mode Gyaru – to styl gyaru, które próbują wyglądać uwodzicielsko przy użyciu mniej ekspansywnych elementów, nawiązując do bardziej dojrzałych i modnych aspektów stylu. Podobnie jak agejō, jest to styl preferowany przez starsze gyaru. Styl ten może być noszony przez osoby po trzydziestce, które chcą zachować jednocześnie styl gyaru[106][107].

- ラスタギャル Rasuta Gyaru – jest odrębnym stylem od b-gyaru i bibinba, ale nadal jest uważany za ten sam rodzaj lub spektrum pod względem stylu ze względu na duży wpływ kultury afrykańskiej. Rasuta gyaru najczęściej przejmuje wpływy kultury Rastafari jest używany głównie do upodobnienia się do nich, co wydaje się bardziej kulturowym zawłaszczeniem niż faktycznym docenieniem kultury. Ten styl najczęściej charakteryzuje się używaniem flagi Jamajki jako dodatku do odzieży, można zobaczyć również symbol rośliny konopi lub kolory Rastafari, torebki wykonane ze słomy lub czegokolwiek, co przypominałoby o tym, co noszą. Można powiedzieć, że rasuta gyaru mają obsesja na punkcie Boba Marleya, ale słuchają też innej muzyki reggae[108][109].

- ロックギャル Rokku Gyaru – jest punkową wersją gyaru, ale bez kontrkultury i przeciwko faszyzmowi jest modą materialistyczną, która polega na konsumowaniu ubrań i pieniędzy w celu pobudzenia japońskiej gospodarki[110].

- ロマンバ Romanba – wywodzi się z tego samego stylu co roma gyaru oba oparte są wokół romantycznego wydźwięku i estetyki, ale zamiast tego romanba utrzymuje makijaż w stylu manby, głęboką opaleniznę, styl i estetykę. Ich ubiór różni się jednak od manby, wyróżniają się kolory pastelowe, różowa koronka i sukienki z falbankami[111].

- サイケギャル Saike Gyaru – to styl, który ma naśladować modę bohemy i hipisowską z lat 60., ale bez implikacji ruchu pokojowego hipisów w latach 60. w Stanach Zjednoczonych podczas wojny w Wietnamie[112].

## Style o pochodzeniu i wpływie gyaru
- キャバ嬢 Kyabajō – styl ten jest podobny do agejō, ponieważ został zainspirowany przez publikację magazynu Koakuma ageha, który kusił i wciągał kobiety do pracy w dzielnicy Kabukichō jako hostessy lub kyabajō, społeczeństwo japońskie nadal stara się to lekceważyć, mimo że magazyn ten wpłynął na młode kobiety, aby dokonały tego wyboru. Ubierają się w określonym stylu, który sprawia, że najczęściej noszą sukienki, w których eksplorują nogi. Jak wspomniano wcześniej, ten styl jest podobny do agejō, ponieważ dziewczyny noszą ten sam ubiór, a także mają niewiarygodnie długie ozdobione paznokcie[113]. Najbardziej znana z tego stylu zarówno poprzez magazyn Koakuma ageha, jak i jako hostessa, która pracowała w wielu klubach dla hostess w Kabukichō jest Emiri Aizawa (jap. 愛沢えみり) znana po przejściu na emeryturę jako „Była hostessa nr 1” (jap. 元No.1キャバ嬢; Moto nanbā 1 kyabajō)[114][115].

- 孫ギャル Mago Gyaru – jest używane do zdefiniowania gimnazjalistek, które podążają za modą gyaru lub kogyaru. Zwrot ten dosłownie tłumaczy się jako „wnuczka gyaru”, czasami jest też określany jako chūgakkō gyaru (中学校ギャル) co znaczy „gimnazjalny gyaru”[116][117].

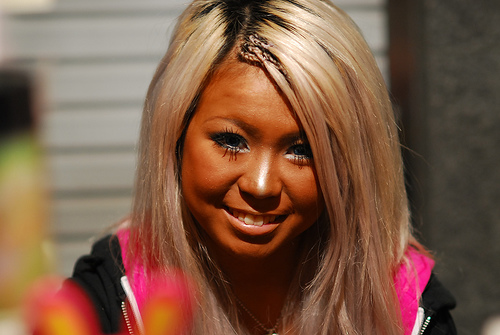
Przykład Kogyaru w makijażu i fryzurze z połowy i końca lat 90. Charakteryzuje się również silną opalenizną, w stylu Ganguro.

- ネオギャル Neo Gyaru – jest to nazwa, która została utworzona dla gyaru, które chciały pobudzić styl w latach 2010 podczas jego upadku. Do czasu, gdy ten osiągnąłby ponowną popularność i ludzie zauważyli ponownie jego istnienie. Społeczność gyaru zareagowała na niego, inaczej niż się spodziewano; to, co pojawiło się, było przestarzałe, radykalne i bardziej fanatyczne, a niektórzy nawet odrzucili ten styl[118]. Ta reakcja może być również związana z twórcą stylu i magazynu neo gyaru, znanego jako „#N”. Ten styl i magazyn spotkały się ze sprzeciwem z powodu zawłaszczenia kultury czarnej, latynoskiej i hinduskiej oraz ekskluzywnych kulturowo akcesoriów, takich jak m.in. bindi[119]. Jednak projektantka tej mody Alisa Ueno stwierdziła w wywiadzie, na własnym blogu, że „ona sama, jak i jej własna marka FIG&VIPER i styl, który reprezentuje w ramach jej, nie ma nic wspólnego z subkulturą gyaru ani z modą jako całość, a styl ten był prawdopodobnie błędnym wyobrażeniem z magazynów i japońskich programów telewizyjnych”[120][121]. Mimo że w młodości uczestniczyła w subkulturze gyaru jako modelka; napisała również, że: „Ta moda nie ma nic wspólnego z moją marką”[122]. Starsze i młodsze gyaru postrzegały go jako niezgodny z tradycyjnym wyglądem i wartościami subkultury. Dla nich przypominał styl zachodni, a nawet ubiór grunge[123].

- 清楚ギャル Seiso Gyaru – ten styl został stworzony podczas upadku subkultury gyaru i nowego wyglądu w latach 2010. Styl jest również wymieniany z shiro gyaru, ponieważ oba powstały w wyniku odrodzenia japońskiego bihaku w subkulturze gyaru[124].

- オヤジギャル Oyaji Gyaru – pochodzi od japońskich słów „oyaji” i „gyaru” co oznacza „stary gyaru” (słowo „oyaji” oznacza „stary” rodzaju męskiego). Nie jest to raczej styl, jest to nazwa, którą gyaru zdobywały przez lata ze względu na ich sposób bycia i działania wobec innych na ulicy. Te gyaru były od zawsze przez wszystkie lata istnienia subkultury japońskiej mody ulicznej. Zwłaszcza gdy ta nazwa została podana przez japońską populację, w ankiecie dotyczącej najczęściej używanych słów ostatnich dziesięcioleci lub raczej modnych słów, które są używane na co dzień. Ze względu na nieuprzejmość wobec innych, męski charakter: jak picie piwa, palenie papierosów w miejscach publicznych, przeklinanie, czy jawnie seksualny sposób ubierania się[125][126].

## Zachodnie gyaru lub gaijin gyaru
Poza Japonią większość zachodnich uczestników tego stylu była narażona na strony internetowe poświęcone krytyce gyaru. Niektóre z tych witryn są wciąż aktywne. Witryny te wyśmiewają wygląd ludzi, udzielając im porad, jak na przykład nosić dany styl. Na YouTube powstał film dokumentalny o trzech różnych stylach japońskiej mody ulicznej i o negatywnych wpływach, jakie każdy z członków danego stylu może napotkać w internecie. Mimo to w 2011 roku gaijin gyaru zorganizowały swoją pierwszą imprezę „Gaijin Gyaru Awards”, która została stworzona przez angielską gaijin gyaru. Zrobiono to, aby szerzyć świadomość tej subkultury i przywrócić pozytywne nastawienie do zachodniej społeczności gyaru. Te imprezy odbywały się do 2014 roku i były głównie organizowane online. Jednak zostały wstrzymane przez twórcę z powodu sprzeciwu wobec jej internetowemu rozdawaniu nagród. Od 2014 roku nie było innej imprezy aż do 2016 roku, w którym zostały one przekształcone w wydarzenie w Holandii transmitowane na żywo. Po kolejnych trzech latach nieobecności w 2019 roku ceremonia wręczenia nagród została przywrócona w Wielkiej Brytanii, podobnie jak w 2016 roku było to wydarzenie, które zostało przekształcone w transmisję na żywo dla tych, którzy nie mogli dołączyć do niego. Wydarzenia te zostały stworzone, aby można było głosować na uczestników w ramach kategorii lub podkategorii tej subkultury i zyskać uwagę rówieśników w internecie, wygrywając w jednej z nich.
Z początkiem lat 2000 na większości konwentów anime były obecne gyaru i gaijin gyaru. Podczas organizowania zgromadzeń, spotkań lub wydarzeń zwykle organizowanych przez gyarusā i innych fanów na konwentach w swoim kraju niemal co roku odbywały się międzynarodowe i krajowe spotkania członków społeczności gaijin gyaru.
Na przełomie 2018/2019 roku nastąpił duży rozkwit aktywności społeczności gaijin gyaru, spowodowany powrotem magazynu egg, a także odrodzeniem się gyaru w Japonii. Wpłynęło to również na społeczność gaijin gyaru, ponieważ w październiku 2019 został opublikowany nowy magazyn w języku angielskim papillon.
W 2021 roku magazyn GAL VIP, który jest najstarszym magazynem gaijin gyaru doczekał się artykułu na temat swoich magazynów na japońskiej stronie internetowej.

### Magazyny poświęcone gaijin gyaru
Jak wspomniano wcześniej, magazyn gaijin gyaru papillon został opublikowany w 2019 roku, ale były też dwa, które ukazywały się wcześniej Gyaru-go, który wystartował 12 kwietnia 2016 roku i Gal-VIP 1 września 2012 roku. Oba są magazynami internetowymi, podczas gdy papillon wydawany jest online i w formie magazynu do kupienia.
- Gal VIP
- Gyaru-go
- Papillon

## Magazyny poświęcone gyaru ukazujące się w Japonii

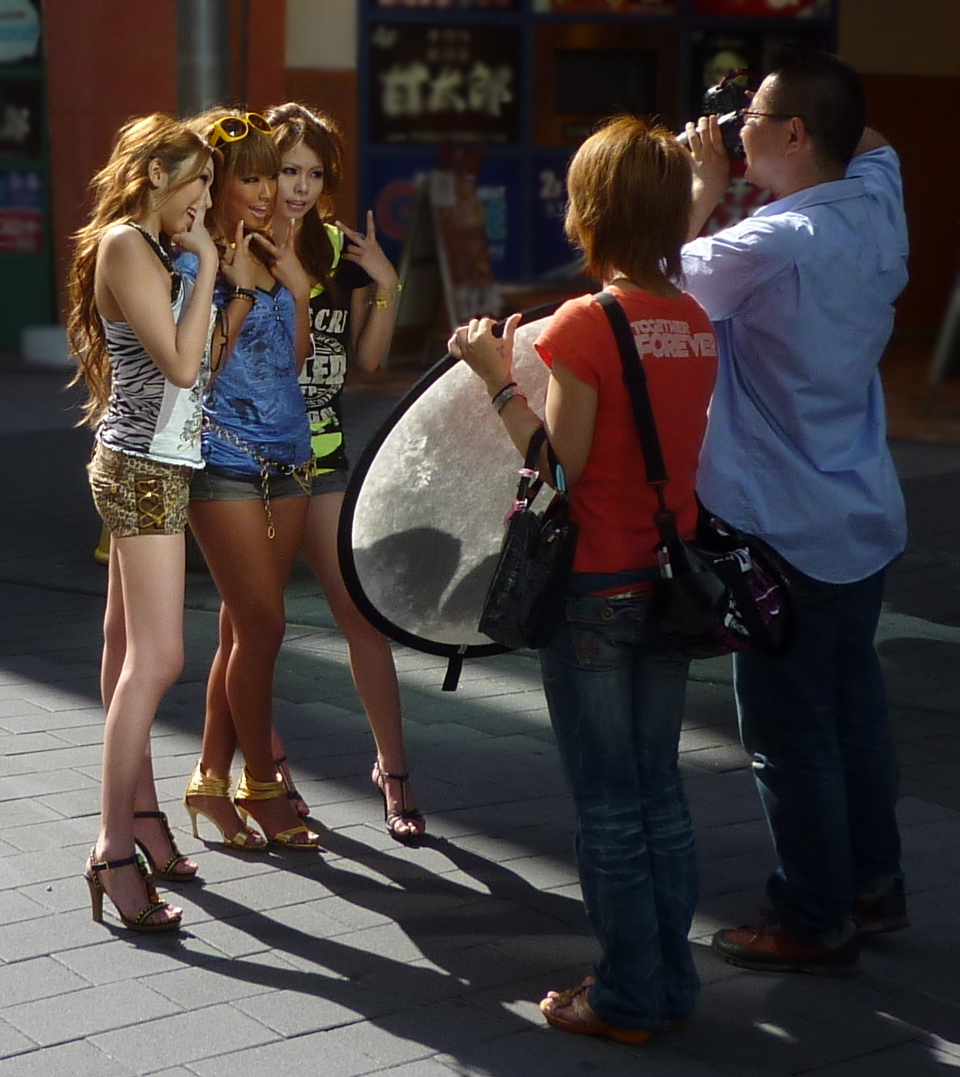
Trzy modelki gyaru w trakcie fotografowania.

Lista dotyczy wydawanych obecnie i zawieszonych magazynów.

- Ane ageha[137]
- Betty[138]
- Blenda[139]
- Blenda Black[140]
- Cawaii![141]
- Decolog Paper[142]
- DoCoMo Girls Style
- Edge Style[143]
- egg[144]
- egg’s beauty[145]
- Ego system
- ES POSHH![146]
- GLiA[147]
- Happie nuts[148]
- Hair Make Nuts[149]
- Hime!
- I LOVE mama[150][151]
- JELLY[152]
- Katy[153]
- KiLaLa[154]
- Koakuma ageha[155][156]
- LOVEggg[157]
- Mama Jelly[158]
- men’s egg[159]
- Men’s Knuckle[160]
- Nicky[161]
- PopSister[162]
- Popteen[163][164]
- Ranzuki[165]
- Ranzuki Shibu*suna!
- Rose
- Serve!! Ranzuki[166]
- Scramble egg
- Shibuya 109 Book[167]
- Soul Sister[168]
- Vanilla GiRL[169]

## Marki odzieżowe poświęcone stylom gyaru
Lista zawiera byłe i obecne marki odzieżowe.

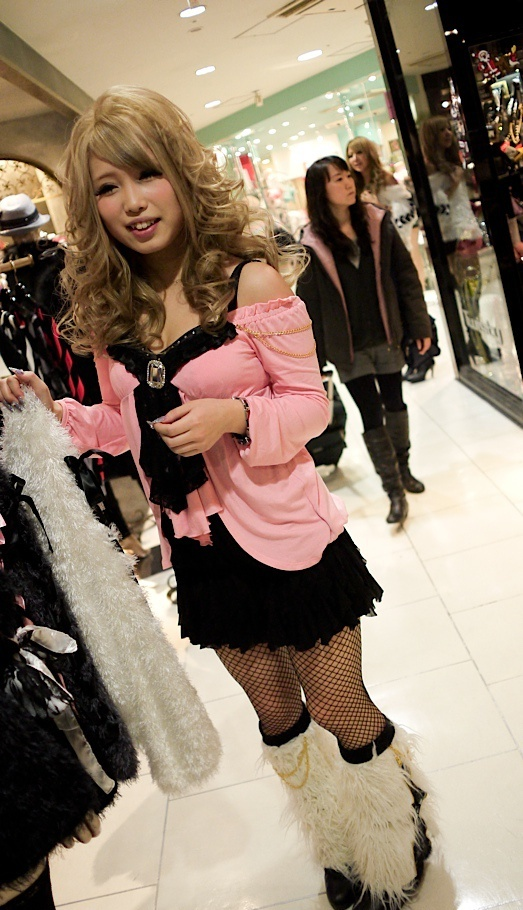
Gyaru w jednym z butików w Japonii

- Alba Rosa
- ANAP
- Ank Rouge
- Baby Doll
- Baby Shoop
- Barak
- Black Queen
- Blue Moon Blue
- Cecil McBee[172]
- COCO*LULU[173]
- DaTuRa[174]
- Delyle Noir
- D.I.A.
- DURAS
- Egoist
- Emoda
- EmiriaWiz
- ENVYM
- FIG&VIPER
- Galaxxxy[175]
- GALEO
- GALSTAR
- GALSVILLE
- Garula
- Ghost of Harlem
- GILFY
- Glad News
- Glavil TutuHA[176]
- GOLDS Infinity[177]
- GYDA
- Ingni
- Jesus Diamante
- JSG
- La Carte
- Laguna Moon
- La Parfait
- LB-03
- LDS
- Lip Service
- Love Boat
- MADSTAR
- MAJORENA
- MA*RS[178]
- MarpleQ
- Me Jane
- Miauler Mew
- Michell Macaron
- Moussy
- MURAUA
- One spo
- Parfereine
- Penderie
- Pinky Girls
- Pink Latte[179]
- Princess Melody
- Rady
- RESEXXY
- Rienda
- Rodeo Crowns
- Rose fan fan
- Roxy
- Ruby rose
- SBY
- Shake Shake
- SLANGY
- SLY
- Sneep Dip
- Snidel
- SpiralGirl
- Sex Pot ReVeNGe
- Titty&Co
- THIRTEEN XIII
- TraLaLa
- ValenTine’s High
- Vanquish
- Vence
- Wakatsuki Chinatsu[180]

## Skandale z udziałem gyaru
W 2012 roku modelka gyaru Jun Komori dopuściła się oszustwa na stronie aukcji internetowych w Japonii. Poprzez współpracę z Ryusuge Suzukim, który był właścicielem sekcji zamówień na stronie „World Auction”. W następstwie Komori musiała zamknąć swój oficjalny blog internetowy z powodu reakcji na jej działania.
3 lutego 2015 roku w centrum handlowym Lumine EST na Shinjuku trzy „gyaru” pracownice sklepu marki „Rady” zostały aresztowane i oskarżone o kradzież odzieży, która wyniosła 1 100 000 jenów, czyli ok. 43 000 zł i sprzedanie jej. W trakcie śledztwa wyszło na jaw, że od wiosny 2014 owe pracownice splądrowały różne magazyny z odzieżą na łączną kwotę 5 000 000 jenów, około 200 000 zł; co daje łącznie 6 100 000 jenów, czyli ok. 243 000 zł z kradzieży i prania pieniędzy. W czasie śledztwa stwierdzono, że do przestępstwa doszło, ponieważ personel sklepu zarabiał około 880 jenów na godzinę; równowartość 29 złotych. Po tym incydencie marka „Rady” zamknęła ów sklep w tym samym miesiącu.
W 2016 roku gaijin gyaru z Kanady o chińskim pochodzeniu, która jest znana w internecie jako Sheina lub Ningyosama została aresztowana i odesłana do swojego kraju ze względu na jej działania polegające na pozyskaniu pozwolenia na dłuższy pobyt w Japonii. Jednak wiedząc, że jej wiza turystyczna do Japonii wygasła, pomyślała, że wychodząc za mąż za kogoś znajomego i płacąc za to 700 000 jenów (ok. 23 tys. zł) z góry i dodatkowe 30 000 jenów (ok. 1000 zł) miesięcznie, sprawi, że będzie mogła zostać dłużej. Pracowała jako masażystka, hostessa i świadczyła usługi seksualne. Jednakże jest to uważane za złamanie obietnicy małżeńskiej, ponieważ zarówno ona, jak i jej ówczesny partner byli zgodni, aby wziąć ślub dla pieniędzy i stałego miejsca zameldowania. W tym samym czasie, gdy ta wiadomość ukazała się opinii publicznej, różne serwisy informacyjne, które przeprowadzały z nią wywiady, zostały okłamane, słysząc tylko jedną ze stron jej aresztowania i przekręcając powód, dla którego to zrobiła. Jej powód, by zrobić coś takiego, pozostawił również niesmak dla innych japońskich miłośników mody i entuzjastów japońskiego stylu, takich jak moda lolitek czy cosplayerów. Natomiast ona sama została deportowana z Japonii za te działania.
W 2021 roku magazyn egg stworzył film na swoim oficjalnym kanale YouTube, robiąc żartobliwe wideo z przemocy domowej. W filmie użyto makijażu, aby stworzyć fałszywe rany i zadrapania, które mogą powstać w wyniku przemocy domowej, a pod koniec filmu słychać śmiech ze zrobionego przez siebie dowcipu. Udział w nim wzięły modelki magazynu egg, które uczestniczyły też przy montażu i produkcji. Wideo pokazuje, że uczestnicy nagrania nie biorą przemocy domowej na poważnie. Data premiery filmu przypadła na Międzynarodowy Dzień Kobiet, a także Miesiąc Historii Kobiet, co spotkało się z jeszcze większą krytyką. Nawet jeśli wideo miało być uznane za żart; niektórzy z japońskich i zachodnich fanów pokazali swoje oburzenie dla niego w sekcji komentarzy. Zagraniczna społeczność gaijin gyaru także zareagowała i zażądała od innych uczestników tej subkultury, aby zgłosić ten film na stronie YouTube. Wyrazili również wstyd, że ich ulubiony magazyn, stworzył taki film bez wcześniejszego zastanowienia się nad faktycznym tematem czy też ofiarami przemocy domowej.

## Wydarzenia charytatywne i zbiórki pieniężne
Po trzęsieniu ziemi i tsunami w Tōhoku w 2011 roku marka odzieżowa GALSTAR zorganizowała zbiórkę pieniędzy, podczas której część swoich dochodów przekazała Japońskiemu Czerwonemu Krzyżowi.

## Gyaru w kulturze popularnej i mediach

### Muzyka
Pod względem subkultury gyaru pojawiło się wiele piosenkarek i tak zwanych japońskich idolek. Na przykład piosenkarki takie jak Koda Kumi, Namie Amuro czy Ayumi Hamasaki są znane na całym świecie i uważane za inspirację dla wielu gal.
Jedną ze starszych grup, na którą należy zwrócić szczególną uwagę to deeps, była to pierwsza grupa utwożona z modelek magazynu egg. Późniejsze grupy to m.in. GAL DOLL utworzona z samych modelek gyaru i Black Diamond, która wydała dwa single „AVAND GYARUDE” i „CRAZY TRIBE”, do obu z nich powstały teledyski z udziałem gyarusā. „AVAND GYARUDE” w momencie premiery był transmitowany do 122 krajów na całym świecie, a grupa od tego czasu występowała też za granicą.
W tej subkulturze można było również zaobserwować wspomniane wcześniej idolki np. Hikari Shiine, która w 2009 roku stała się modelką magazynu Ranzuki, debiutując następnie w branży muzycznej pod pseudonimem „Pikarin Shiina”. Z kolei inną popularną modelką tym razem magazynu Popteen, która z powodzeniem funkcjonuje w tej branży, jest Tsubasa Masuwaka, znana jako Milky Bunny. Można do nich dodać duet, w którego skład wchodziły modelki egg Aina Tanaka i Yumachi Takahashi.
Od 2019 roku gyaru zaczęły pojawiać się ponownie w przemyśle muzycznym w Japonii. Swój debiut zaliczyła grupa raperek Zoomgals, która składa się z sześciu członkiń, z których część już wcześniej zyskała rozgłos w japońskim przemyśle muzycznym.
W 2021 roku w przemyśle j-popowym zadebiutowała kolejna modelka magazynu egg poświęconego kulturze gyaru Kirei Suzuki, natomiast 1 maja miała swój debiut grupa soft-boiled egg składająca się z pięciu modelek Maami, YU-chami, Momoa, Airi i Eripi wspomnianego wcześniej magazynu.

### Manga i anime
Istotną mangą, która miała miała duży wpływ na modę i subkulturę gyaru, była Gals!. Spośród mang o tej tematyce można wymienić m.in. Citrus z gatunku yuri, w której jedna z głównych bohaterek określa siebie jako „gyaru w przebraniu” czy Yancha Gal no Anjō-san o życiu zwykłego ucznia i złośliwej koleżanki (gyaru), w której ukazane są w niej wybryki dwóch biegunowo różnych osób, zarówno pod względem wyglądu, jak i osobowości. Jest też wiele innych mang z postaciami lub zwyczajnie powiązanych ze stylem gyaru. To m.in. Brzoskwinia, manga, której publikację rozpoczęto w 1997 roku. Jeśli chodzi o anime to prawie wszystkie tytuły mang wymienione powyżej doczekały się swojej adaptacji, popularnym anime z tym motywem jest 10-odcinkowa seria Hajimete no Gal.

### Filmy
Oczywiście subkultury gyaru nie mogło zabraknąć również w filmach. Dobrym przykładem jest film Girl’s Life gdzie główną bohaterkę zagrała Rina Sakurai znana modelka magazynu Koakuma ageha. Innym przykładem jest Bounce Ko Gals z 1997 roku.

### Telewizja
Niektóre programy telewizyjne tworzyły pojedyncze segmenty na temat aktualnych trendów, które miały miejsce w danym czasie. Na przykład w regionie Kantō, czyli w okolicach Tokio, było wiele małych segmentów programowych poświęconych nieraz subkulturze gyaru.
Programem stworzonym przez gyaru dla gyaru był GAL-TEN, program był produkowany przez magazyn egg i emitowany przez stacje TBS. Można też dodać tu telewizyjny segment dotyczący konkursów tańca para para z udziałem gyaru. Innym przykładem, które odzwierciedlały i próbowały uchwycić codzienny styl życia gyaru w japońskiej telewizji był segment w Fashion TV znany jako „Tokyo Girls”
W zagranicznych telewizjach np. w Korei Południowej również korzystano z wpływów subkultury gyaru, ale nie była ona wykorzystywana w sposób, który zarówno Japończycy, jak i same przedstawicielki tej kultury mogłyby się spodziewać. Na ceremonii wręczenia nagród KBS Entertainment Awards 2012, która była transmitowana na kanale KBS2 południowokoreański komik Park Seong-ho przedstawił gyaru czy też kogyaru w najbardziej komiczny i obraźliwy sposób. Wcielając się w koreańską postać Gyaru Sang przedstawił ją jako idiotkę, która jest zapatrzona w siebie i ledwo zauważa tych, którzy mówią bezpośrednio do niej. To przedstawienie zostało stworzone z niewielką wiedzą na temat rzeczywistej kultury gyaru lub tego, w jaki większość dziewczyn reprezentujących ten styl powinna być przedstawiana. Park Seong-ho stwierdził w wywiadzie, że: „W żadnym sensie nie znał stylu gyaru. Nawet nie wiedział, co to dokładnie znaczy. Po prostu stworzył postać na podstawie swojej niewielkiej wiedzy, takiej jak mocny makijaż i sposób mówienia po japońsku”. Ten skecz sam w sobie wywołał oburzenie w sieci z powodu sposobu przedstawienia gyaru i został zinterpretowany jako obraźliwy dla japońskiej publiczności. Jednak na kanale KBS w 2005 roku można było zobaczyć również reportaż o jednym ze stylów gyaru, a mianowicie o ganguro.
Również w polskiej telewizji na antenie TVN popularna hime gyaru Kanae Watanabe doczekała się odcinka o swoim życiu w programie Kobieta na krańcu świata prowadzonym przez Martynę Wojciechowską.